# Musée des Beaux-Arts de Reims
Pour les articles homonymes, voir Musée des Beaux-Arts.
Le musée des Beaux-Arts de Reims est un musée des Beaux-Arts français situé rue Chanzy, à Reims, en Champagne-Ardenne. Fondé en 1794, il a attiré 36 130 visiteurs en 2018 et est fermé en 2019 pour travaux. 

## Historique

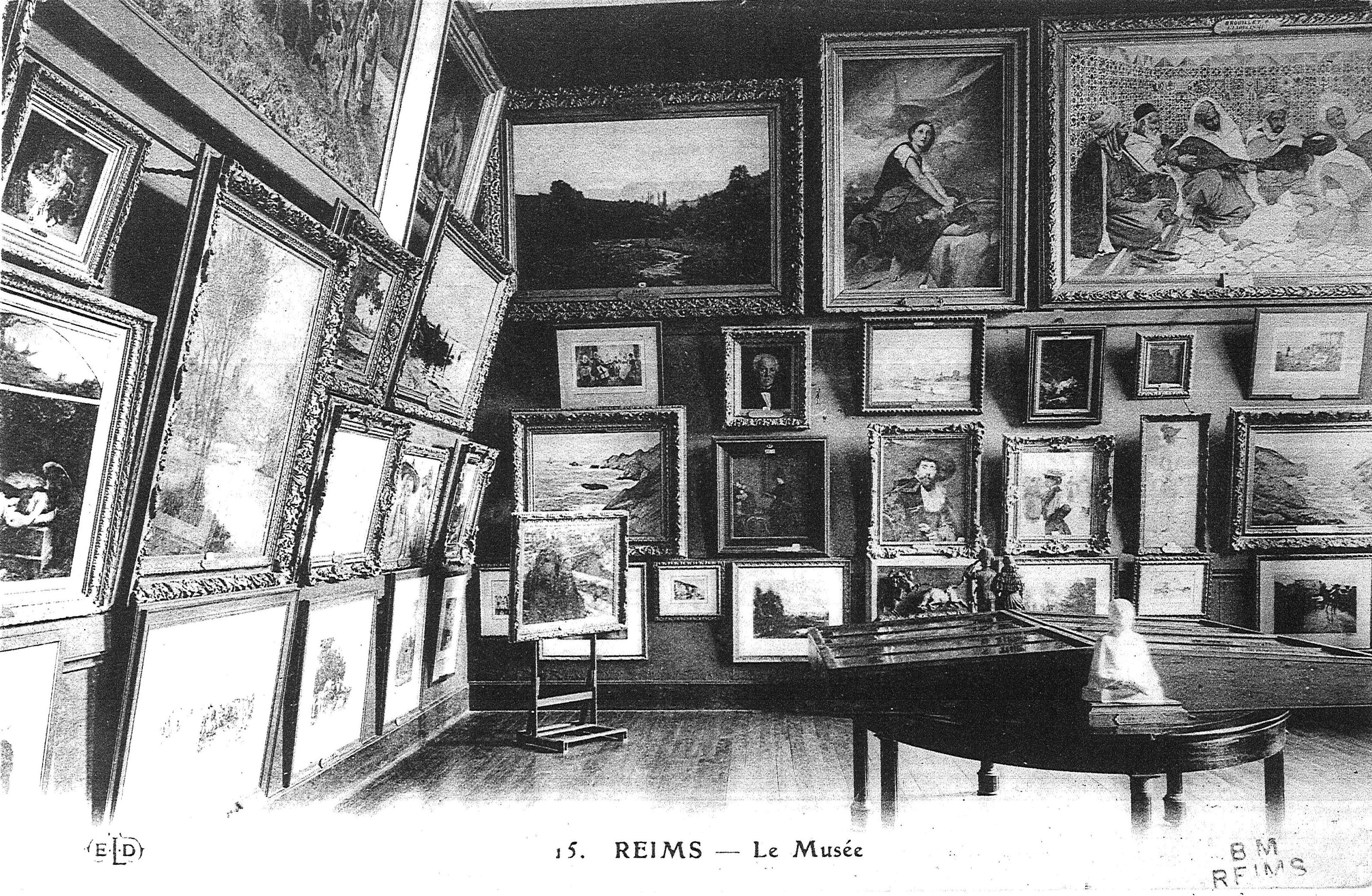
Salle d'exposition en l'Hôtel de ville.

Antoine Ferrand de Monthelon, fondateur de l'école de dessins, lègue en 1752 sa collection à la ville de Reims. Nicolas Bergeat organisait la collecte des œuvres d'art issue des institutions catholiques situées à Reims et le premier dépôt est constaté le 10 vendémiaire an II en l'ancien hospice des Magneuses. Le musée des Beaux-Arts est fondé en 1794 à partir des saisies révolutionnaires et est alors installé dans l'hôtel de ville. L'ouverture au public et le premier règlement sont du 11 germinal an VIII : « tous les quintidis de neuf heures à midi ». Tout au long du XIXe siècle, les collections sont complétées par des achats et des legs, notamment celui de Henry Vasnier en 1907, si bien qu'en 1908 la ville de Reims décide d'acquérir un bâtiment autonome pour accueillir le musée. 
Le choix s'oriente vers l'ancienne abbaye Saint-Denis, c'est un bâtiment dont la construction commença au IXe siècle sur la commande de Foulques le Vénérable, il remplaçait un ancien cimetière. L'abbaye qui subit maintes avanies depuis la Révolution, siège du Directoire de district mais aussi entrepôt pour les œuvres d'art des églises vendues, caserne pour les troupes d'occupation russes en 1814 puis en 1815. C'est ainsi qu'il devint le grand séminaire en 1822, lui aussi confisqué en 1906 après la loi de séparation des Églises et de l'État, le musée y est transféré dans les bâtiments de l’ancienne abbaye Saint-Denis. Rénové depuis, le musée correspond en partie au palais abbatial du XVIIIe siècle, remanié au XIXe siècle.

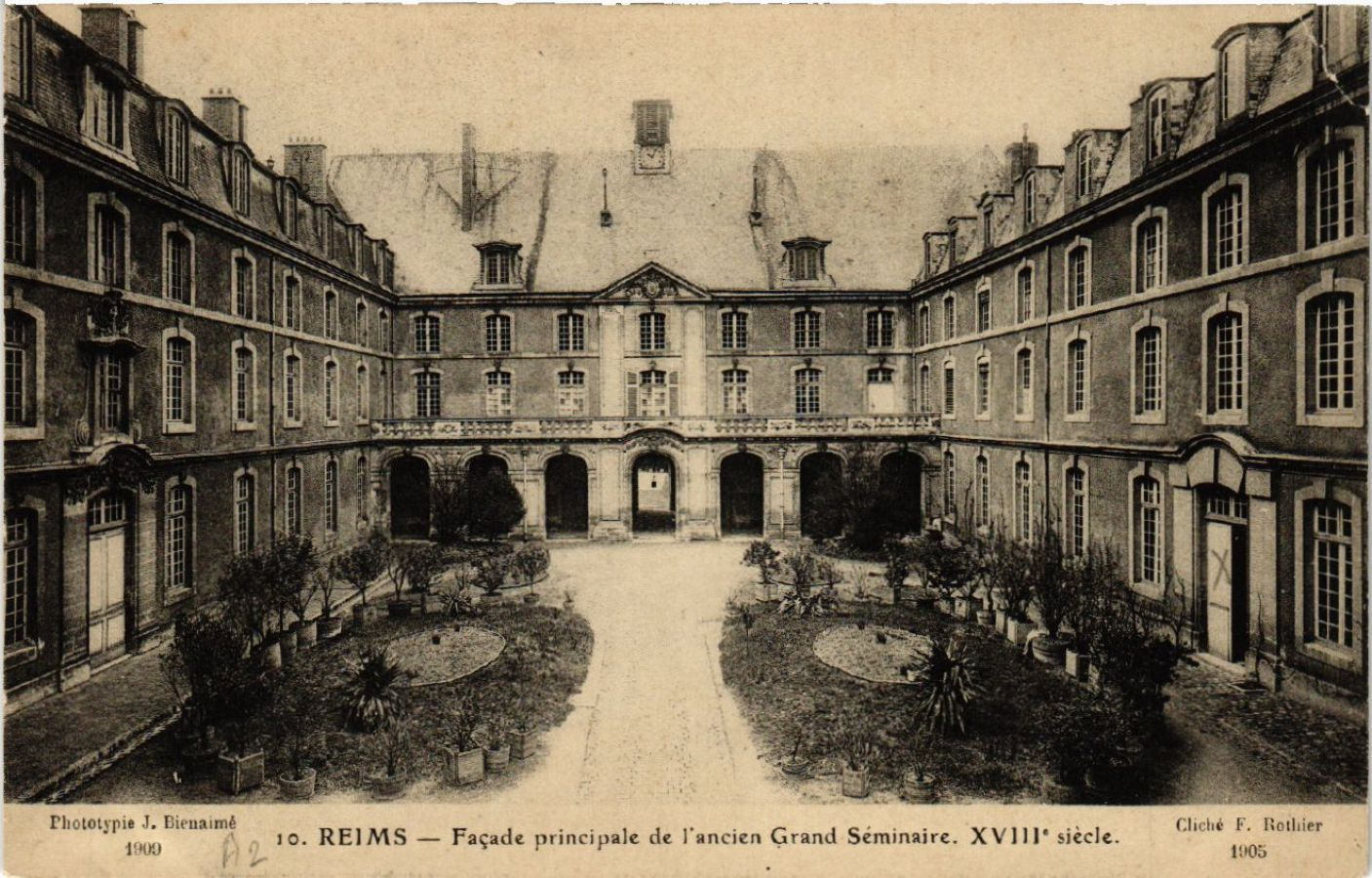
Vue de l'édifice en 1905.

Le président Poincaré inaugure le musée le 19 octobre 1913. Pendant la Première Guerre mondiale, il a été touché alors que des collections s'y trouvaient. Dans les années 2010, un projet de rénovation du musée fait son apparition.
Charles Loriquet, Eugène Courmeaux puis Henri Jadart furent conservateurs du Musée avant la Première Guerre mondiale, puis Paul Jamot de 1927 à 1939 et Régine Pernoud en 1947.
La ville de Reims a annoncé le 15 juillet 2018[réf. souhaitée], que le cabinet portugais de Francisco Aires Mateus, de Lisbonne, sera chargé du projet de réhabilitation et d'extension de l'actuel musée des Beaux-Arts. La mise en œuvre de ce dernier, d'un coût total de 45.3 millions d'euros, se déploiera sur plusieurs années. À la fermeture du musée au public le 22 septembre 2019 succède la phrase d'études, de fouilles archéologiques et de déménagement des œuvres vers les nouvelles réserves externalisées jusqu'à fin 2020, puis des années de travaux, avant une réouverture prévue courant 2025. Le musée continuera ses activités par une programmation hors-les-murs et par de nombreux prêts et dépôts d’œuvres en France et à l'étranger.

## Collections
Le musée conserve avant tout des peintures, notamment des écoles flamandes et hollandaises et surtout françaises et aussi bien de l'art ancien que moderne.

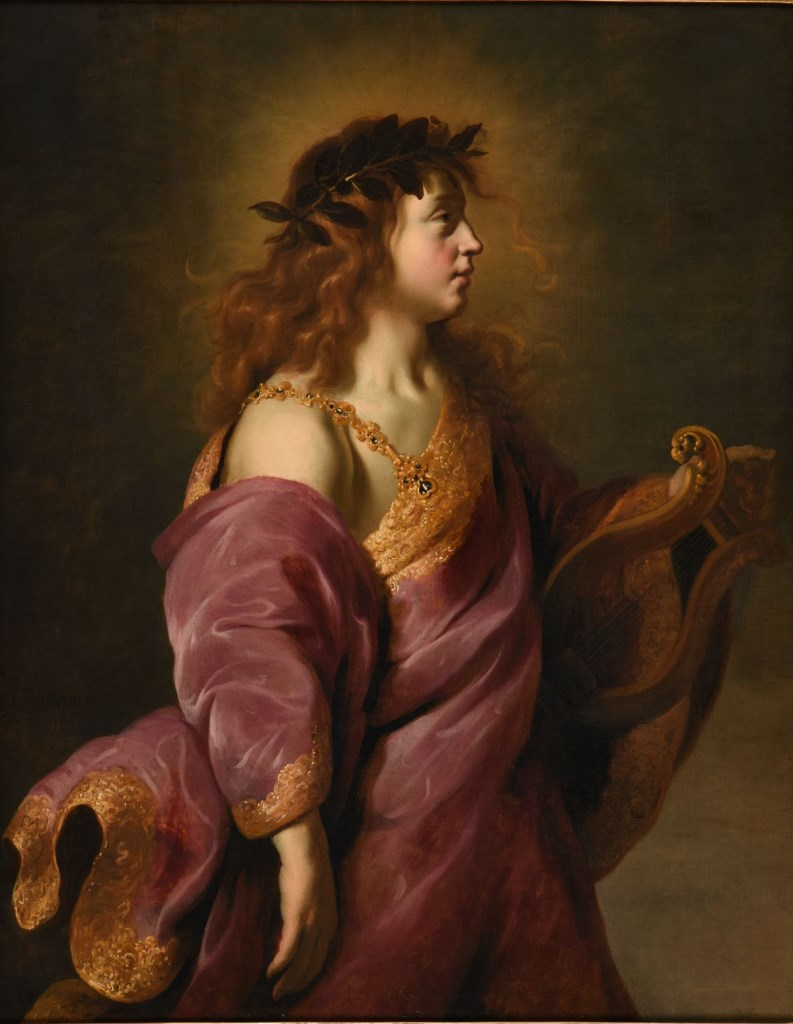
Adam Camerius, Apollon, vers 1640, Huile sur toile, 118 x 93,3 cm, Musée des Beaux-Arts de Reims (inv. 991.32.1), Ville de Reims.
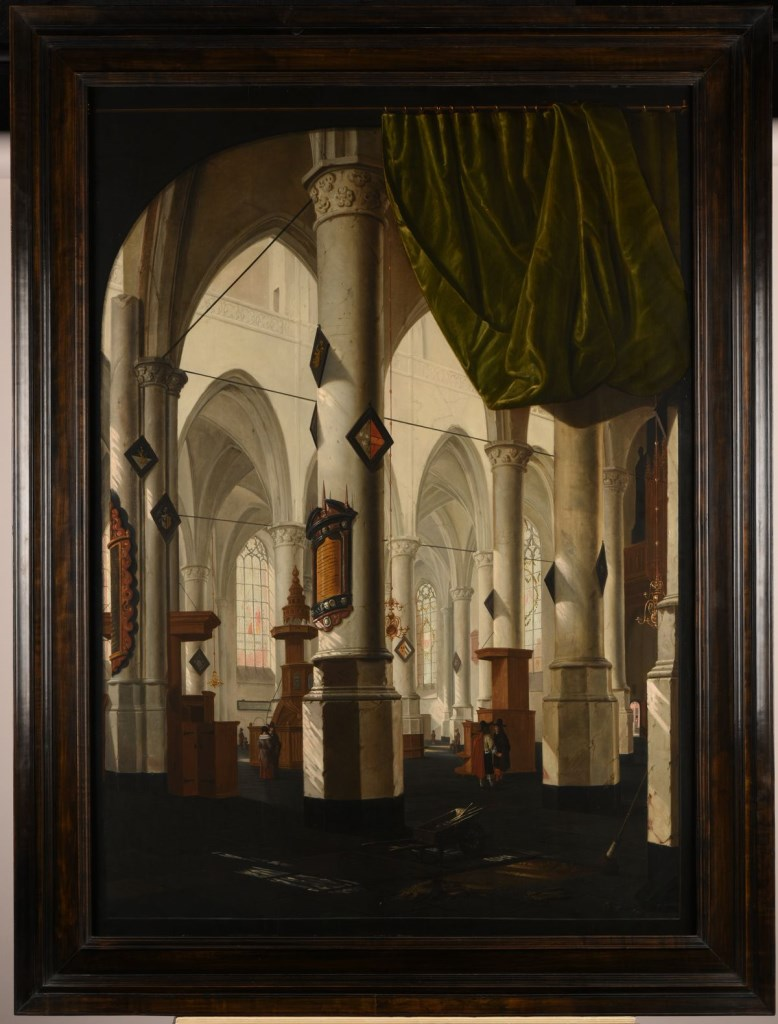
Daniel de Blieck, Intérieur d'église, huile sur bois, 1654, 123,1 x 88,4 cm, Musée des Beaux-Arts de Reims (inv. 992.7.1), Ville de Reims.
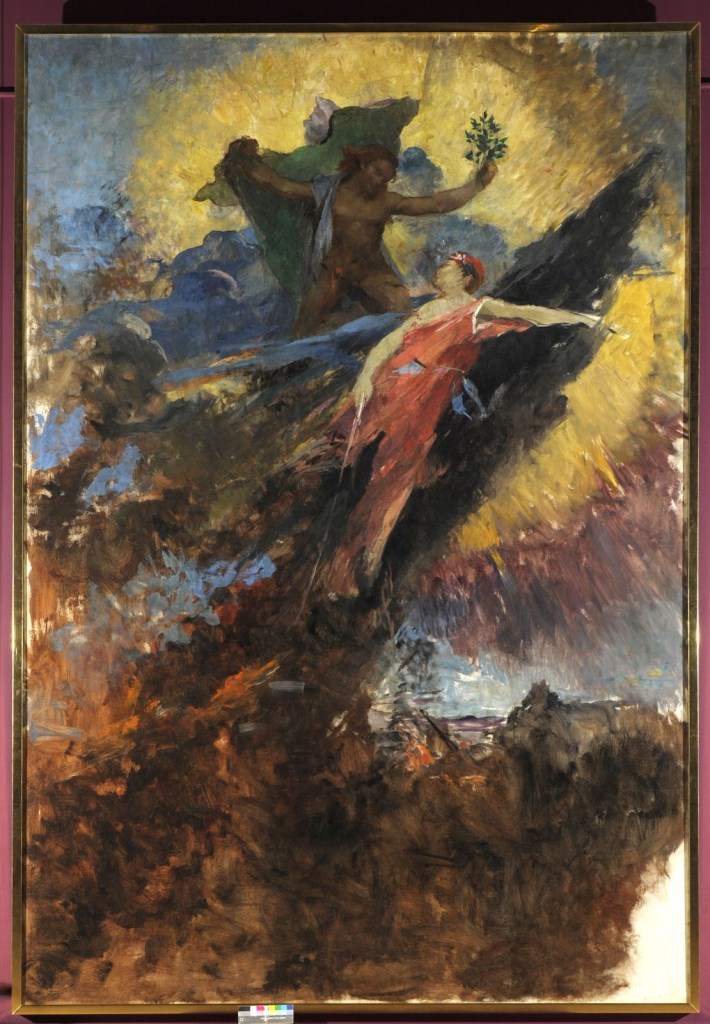
Georges Desvallières, Apollon et Daphné, huile sur toile, vers 1890, 350 x 250 cm, Musée des Beaux-Arts de Reims (inv. 2007.7.1), Ville de Reims
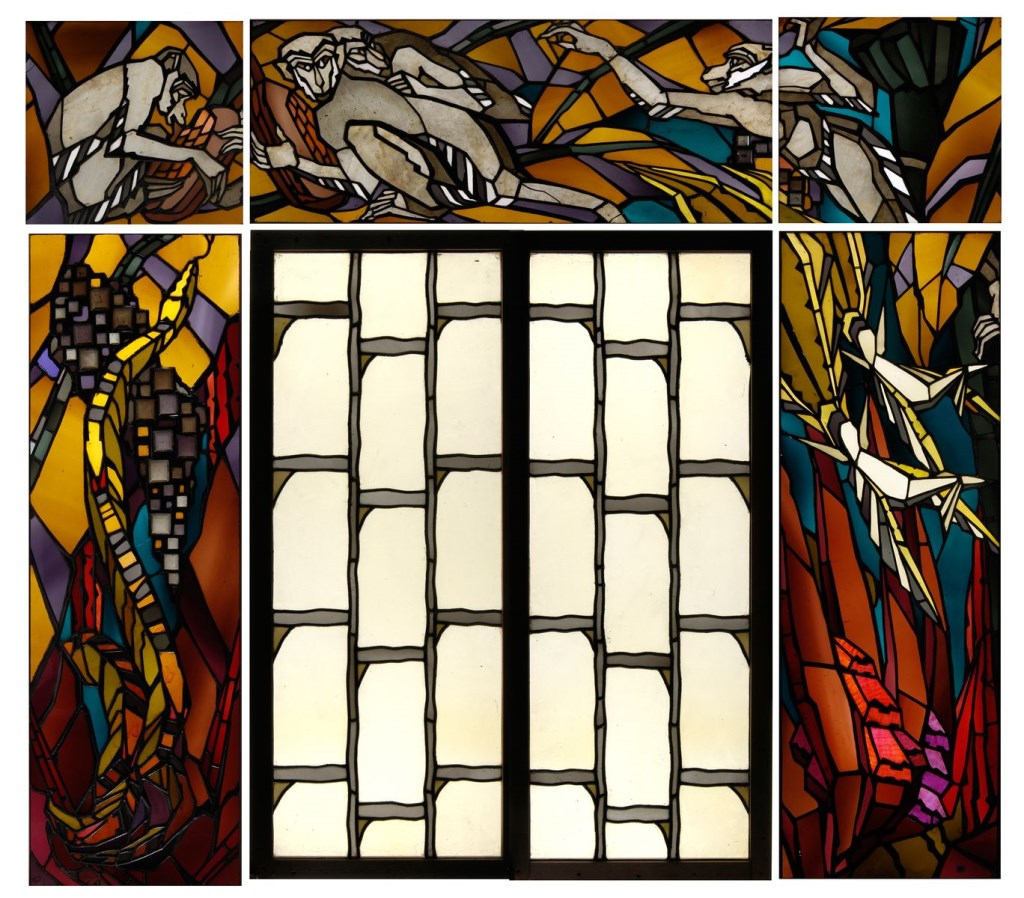
Jacques Gruber, Les Singes, verre teinté et plomb, 1925, 201,5  x 201,4 cm, Musée des Beaux-Arts de Reims (inv. 2008.4.1.0), Ville de Reims.
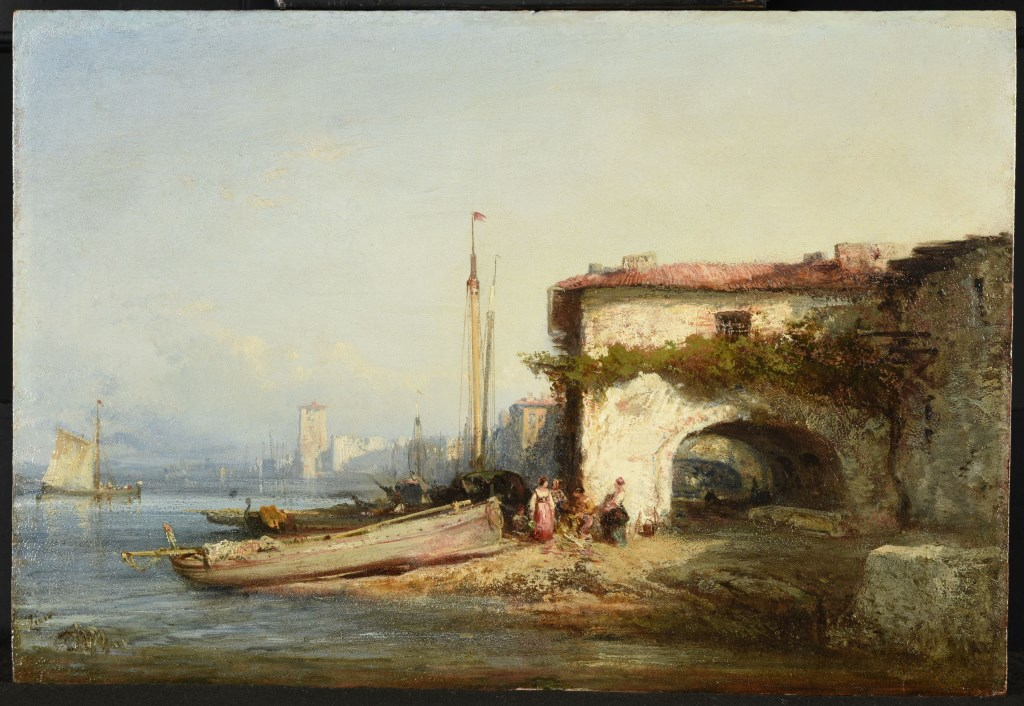
Félix Ziem, Vue d'Italie, huile sur toile, 19e siècle, 28,7 x 42,2 cm, Musée des Beaux-Arts de Reims (inv. 887.3.69), Ville de Reims
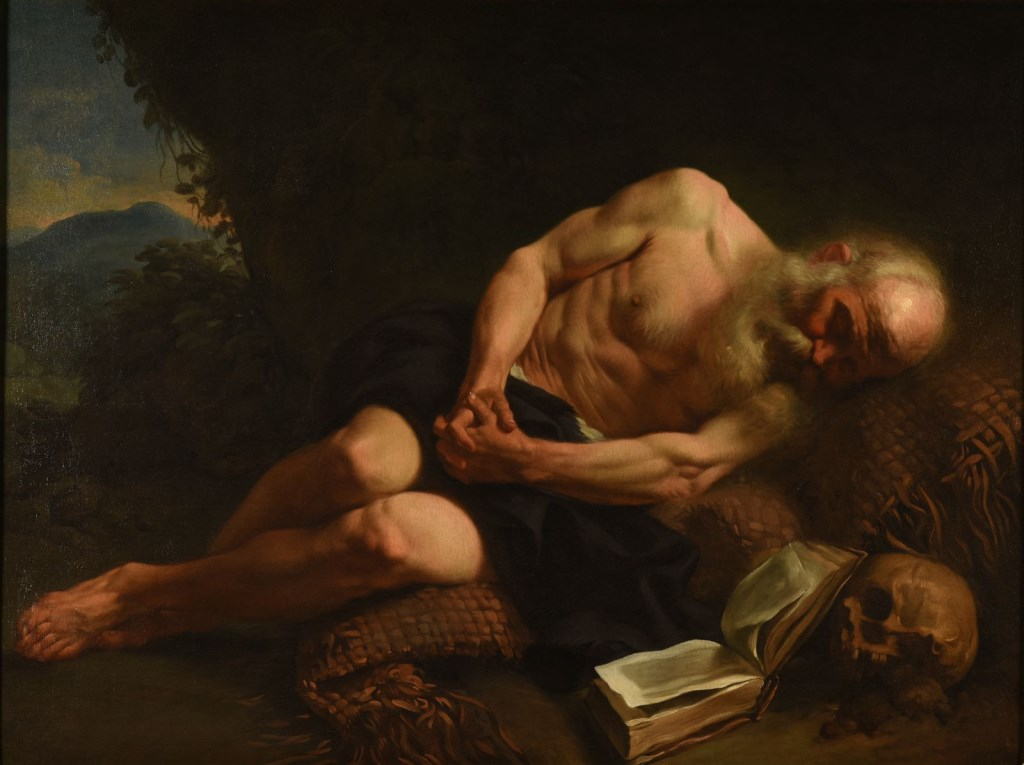
Joseph-Marie Vien (attribué à), Saint-Jérome, huile sur toile, 1751, 98,7 x 135,8 cm, Musée des Beaux-Arts de Reims (inv. 866.12.2), Ville de Reims

- On retrouve, pour la peinture des écoles du Nord (Flandres, Hollande et Allemagne), des œuvres de Marinus van Reymerswaele (Saint Jérôme), Hendrick van Balen, Roelandt Savery, Jacob Jordaens (Satyre), Bartholomeus van der Helst, Jacob van Loo, Gerard Seghers (Le Christ après la flagellation), David Teniers le Jeune (Fête de village), Nicolas Maes, Melchior d'Hondecoeter, Matthias Withoos, Adriaen van der Werff, Ferdinand Elle, entre autres.

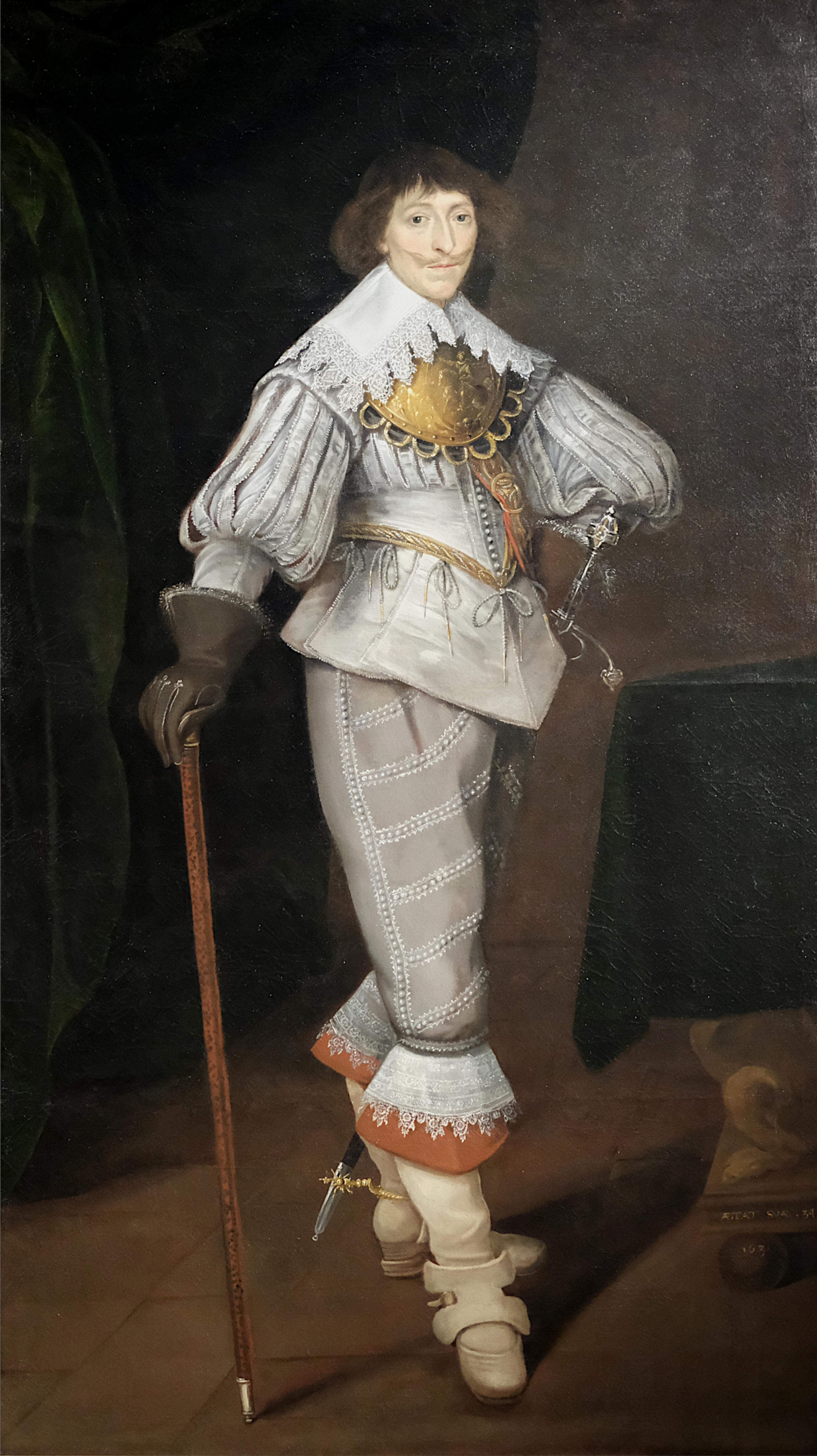
Henri de Lorraine marquis de Mouy par Ferdinand Elle, 1631.

- La peinture italienne est présente à travers les peintures de Giovanni Battista Moroni et Bartolomeo Manfredi (Départ du jeune Tobie).

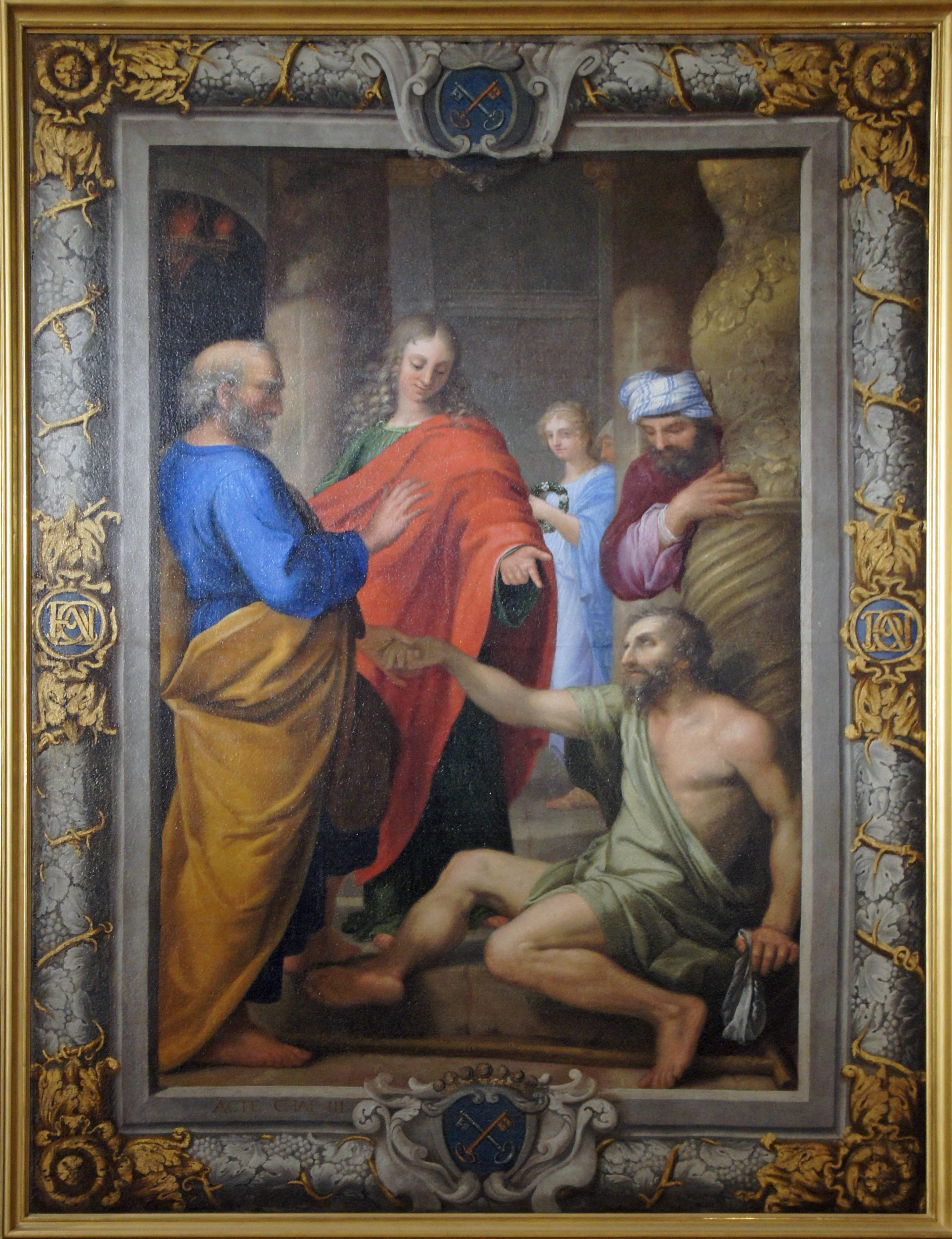
La guérison du paralytique par Pierre par Jean Hélart, école de Reims.
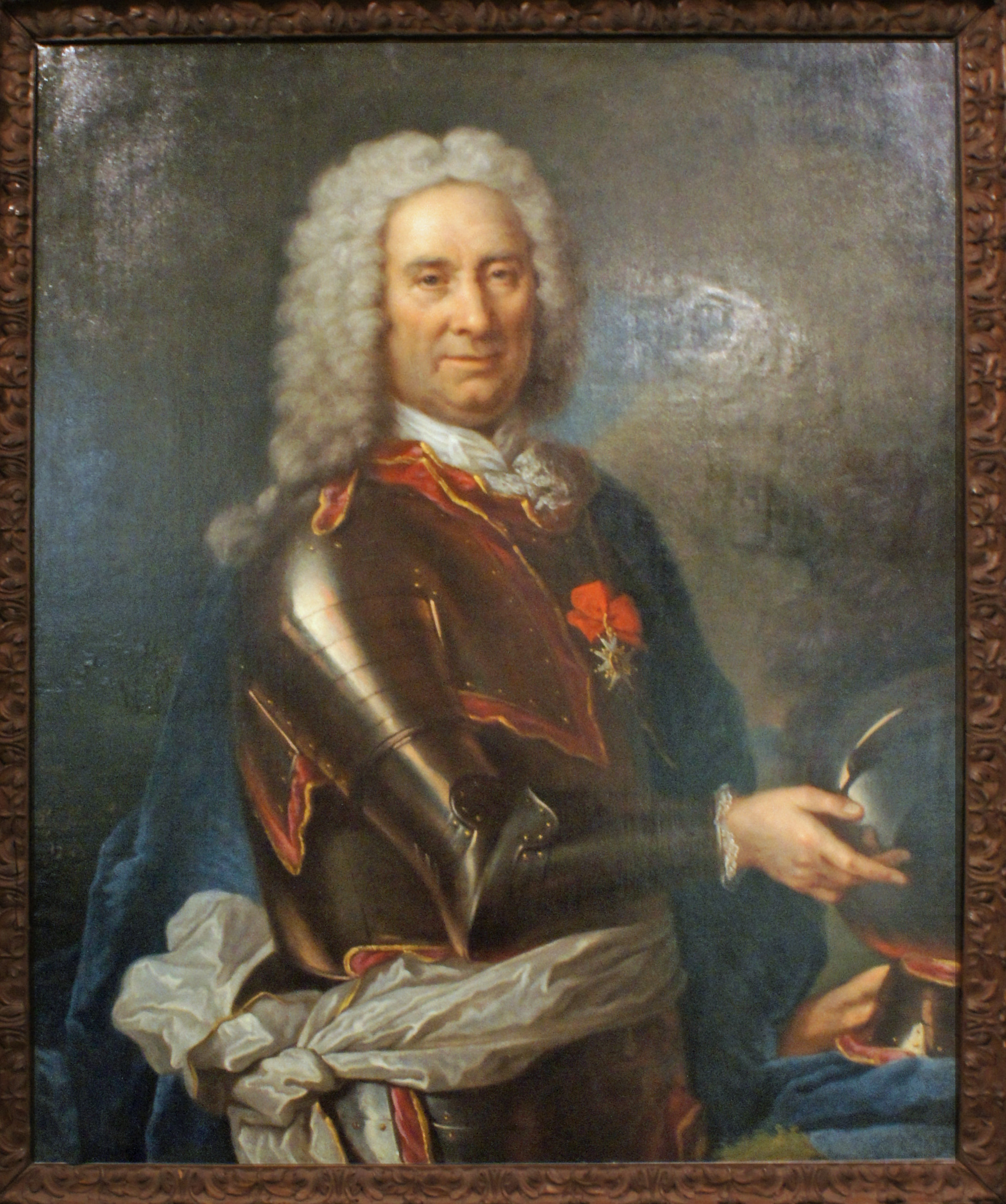
Monsieur de Vareix, par Jean Hélart, école de Reims.
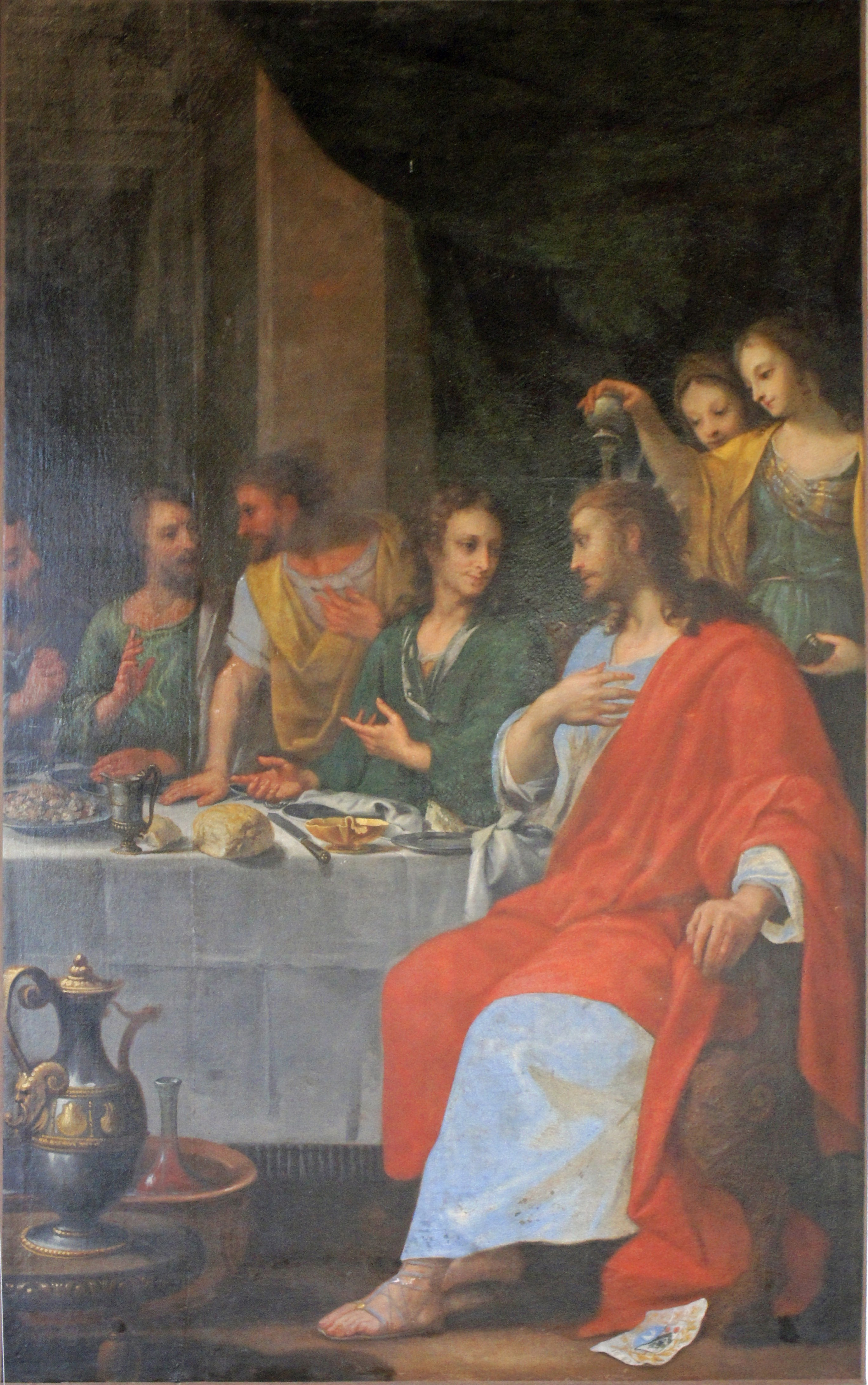
Christ au village de Bethanie, par l'atelier de Jean Hélart.
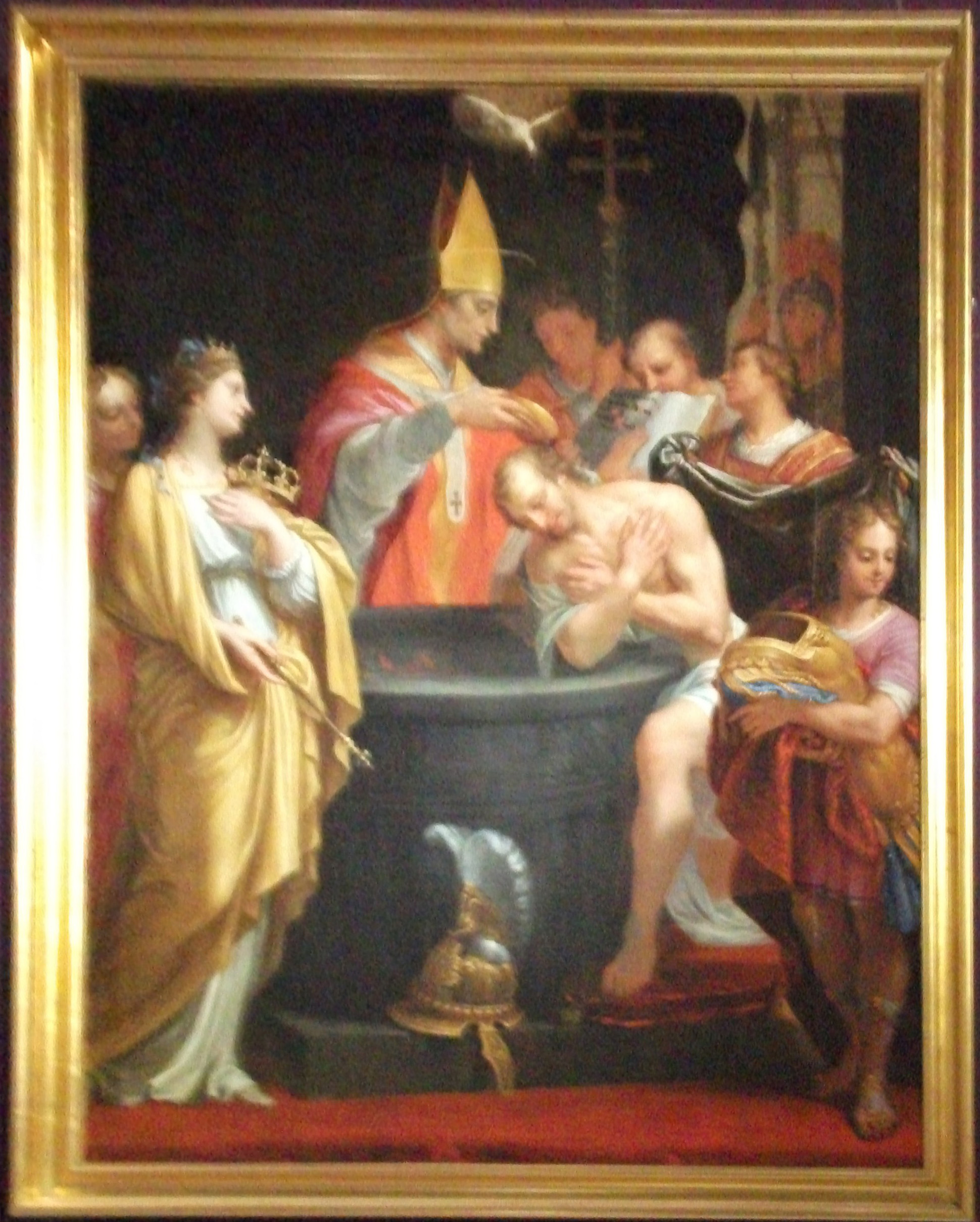
Le baptême de Clovis, par Jean Hélart, école de Reims, XVIIe siècle.
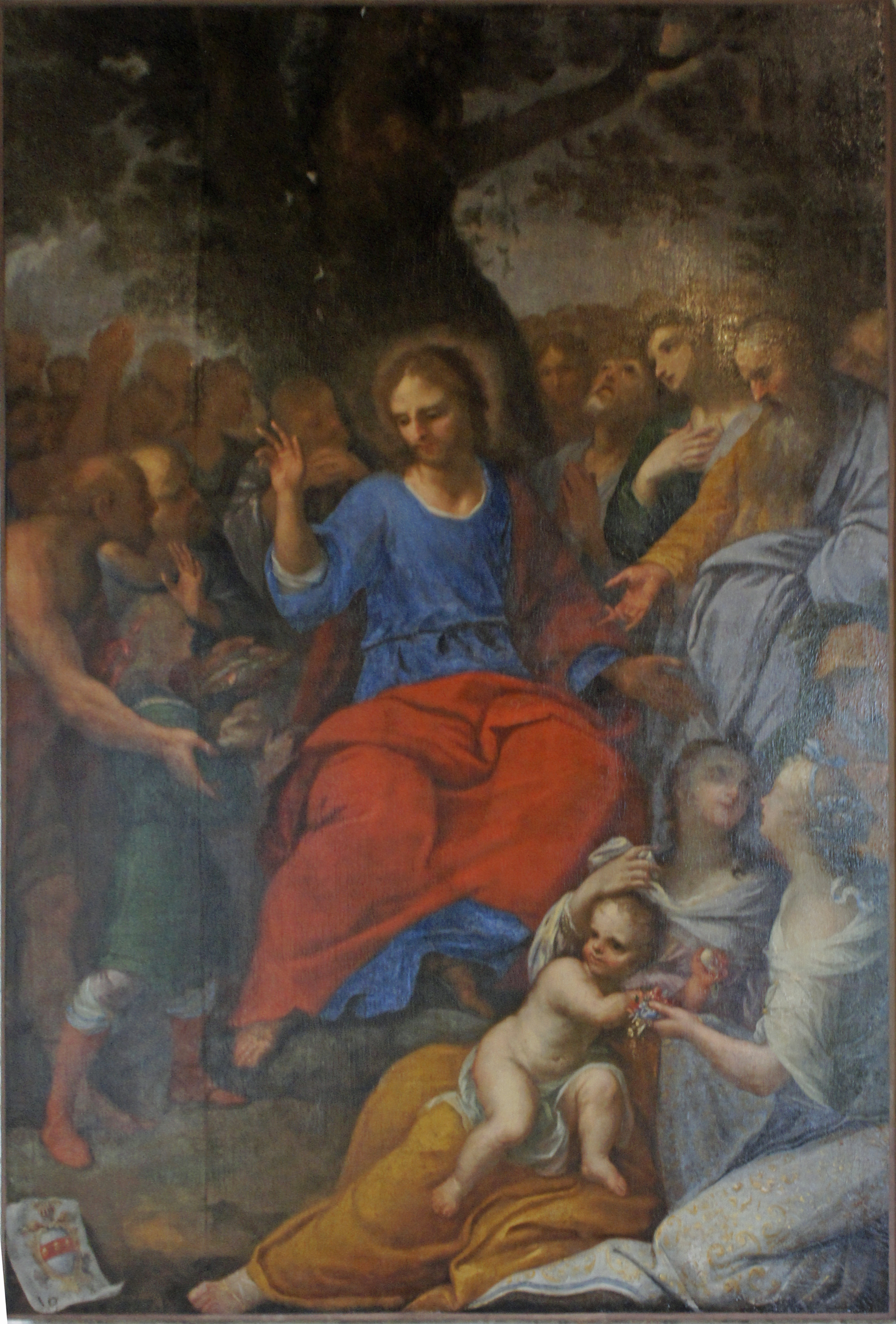
La multiplication des pains et des poissons , par l’atelier de Jean Hélart.

- L'école française est la mieux représentée, notamment pour le XVIIe siècle, avec des œuvres de Nicolas Poussin (Paysage avec la femme qui se lave les pieds, une autre version de ce tableau se trouve au musée Condé de Chantilly), Simon Vouet (L'Assomption de la Vierge), des Frères Le Nain, originaires de la région de Reims et qui sont présents avec un bel ensemble de peintures dont Vénus dans la forge de Vulcain et Les Tricheurs, Claude Vignon, Jacques Blanchard, Philippe de Champaigne (Les Enfants Habert de Montmor), Pierre Mignard, Laurent de La Hyre, Sébastien Bourdon, Gaspard Dughet, Charles Le Brun, Jean Jouvenet etc. Suit le XVIIIe siècle, avec des toiles de François Desportes (Combat d'animaux), François Boucher (L'Odalisque), Anne Vallayer-Coster et Jacques Louis David (La Mort de Marat, réplique du tableau de Bruxelles) entre autres.

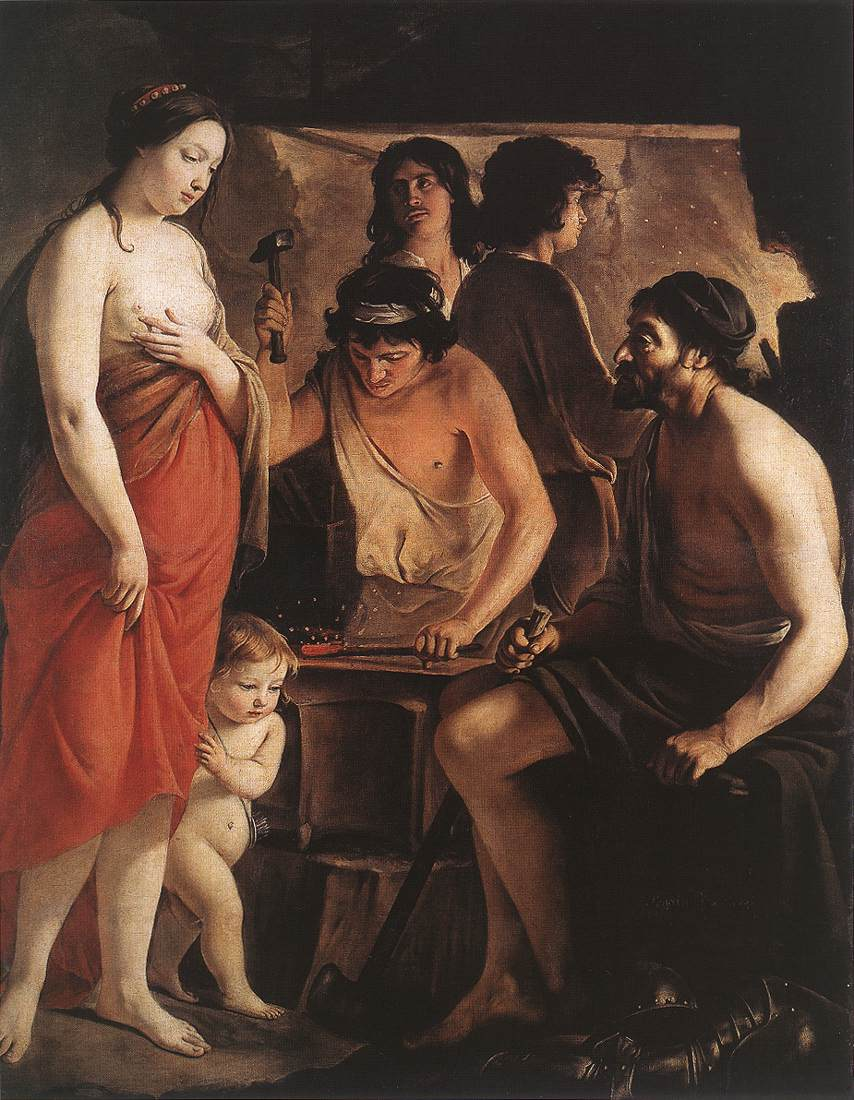
Vénus dans la forge de Vulcain par les frères Le Nain, 1641.
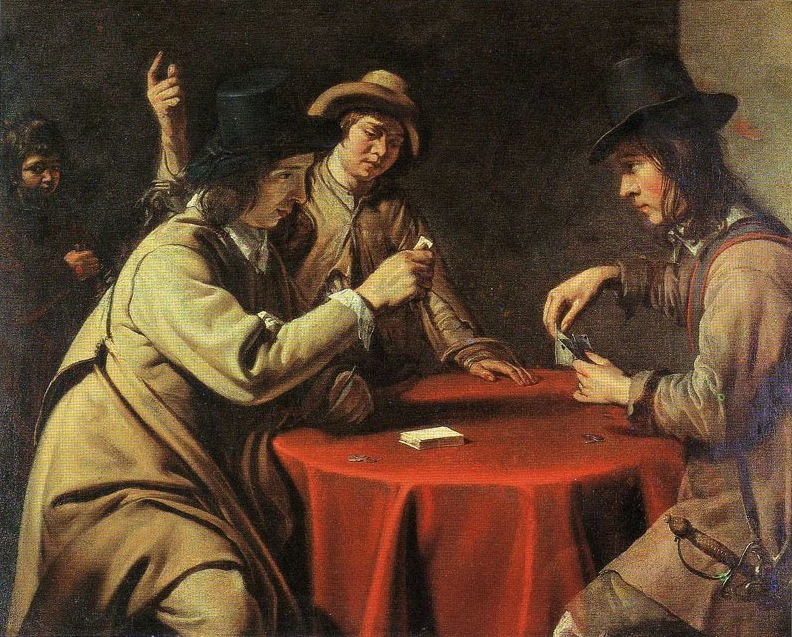
Les Tricheurs, Maître des Jeux.
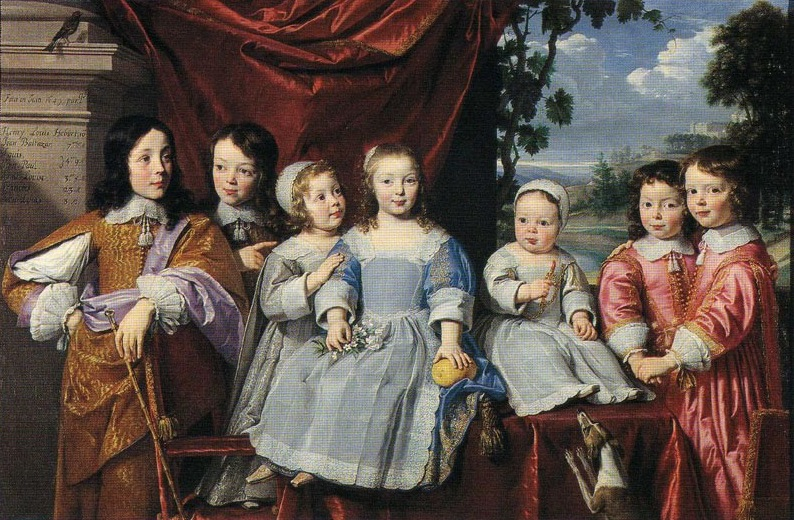
Les Enfants Habert de Montmor, Philippe de Champaigne
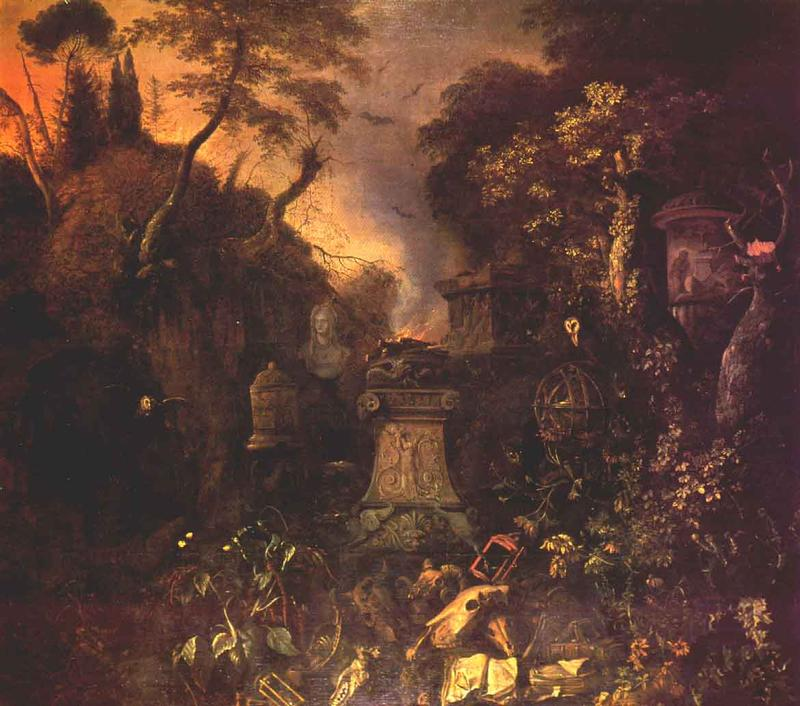
Paysage nocturne avec un cimetière, Matthias Withoos, XVIIe siècle.
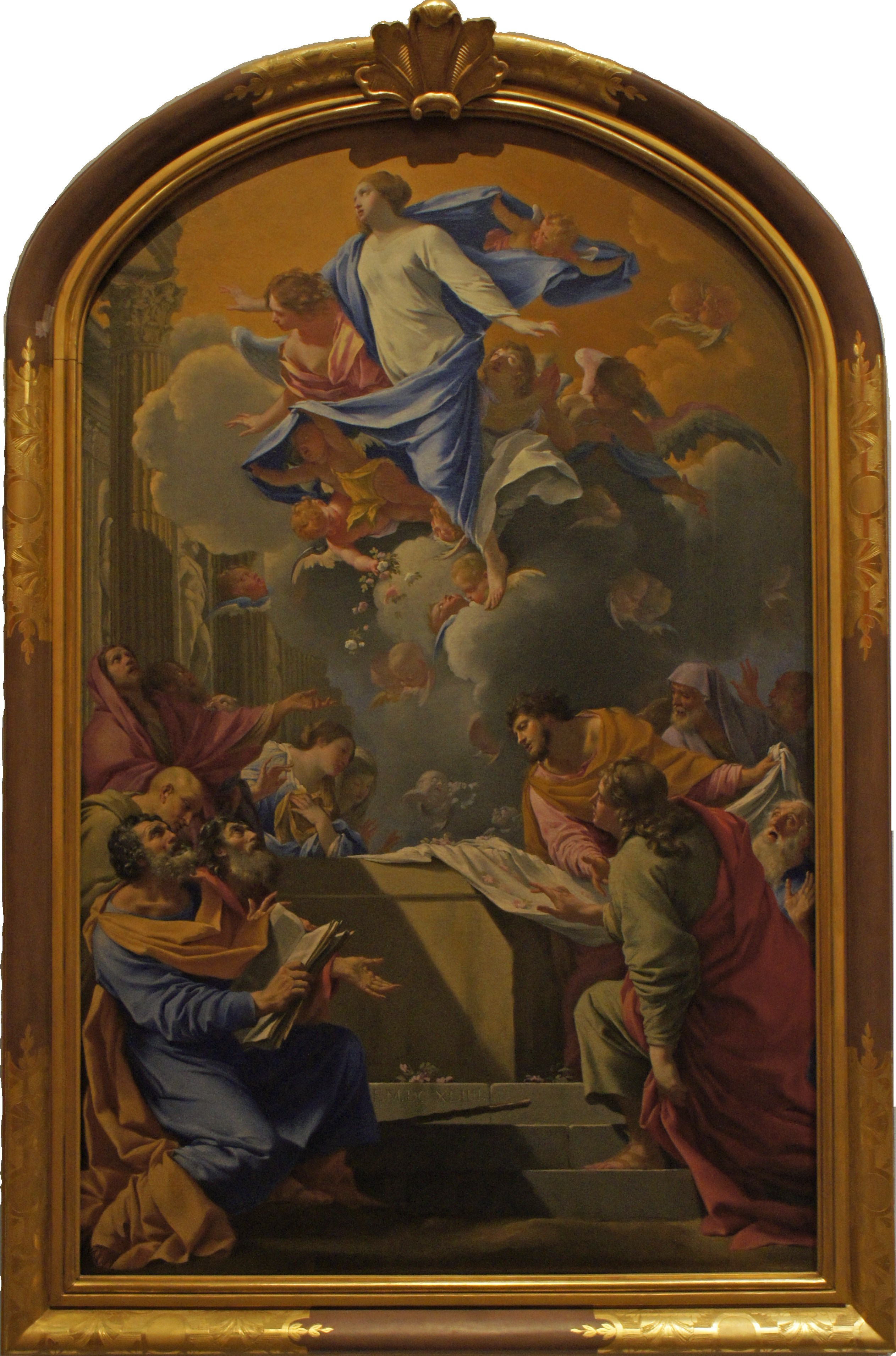
Assomption de la Vierge, Simon Vouet.

- Le XIXe siècle figure en bonne place dans les collections du musée avec notamment 27 toiles de Camille Corot provenant de diverses donations comme celle de Henry Vasnier, celle de Jean-Pierre Lundy[2] ce qui en fait la deuxième plus grande collection au monde des œuvres de Corot après celle du Louvre, mais aussi des peintures d'Eugène Delacroix, de Richard Parkes Bonington (L'Espace), de Théodore Chassériau, Jean-François Millet (Portrait d'homme anonyme), Théodore Rousseau, Johan Barthold Jongkind, Gustave Courbet, Honoré Daumier, Eugène Boudin, Claude Monet (Ravin de la Creuse au déclin du jour, 1889 et Les Rochers de Belle-Isle), Camille Pissarro, Alfred Sisley, Pierre-Auguste Renoir, Pierre Puvis de Chavannes, Henri Fantin-Latour, Eugène Carrière, Paul Gauguin (Nature morte à la Statuette maorie, vers 1890), Emile Bernard ou encore Édouard Vuillard (L'Essayage).

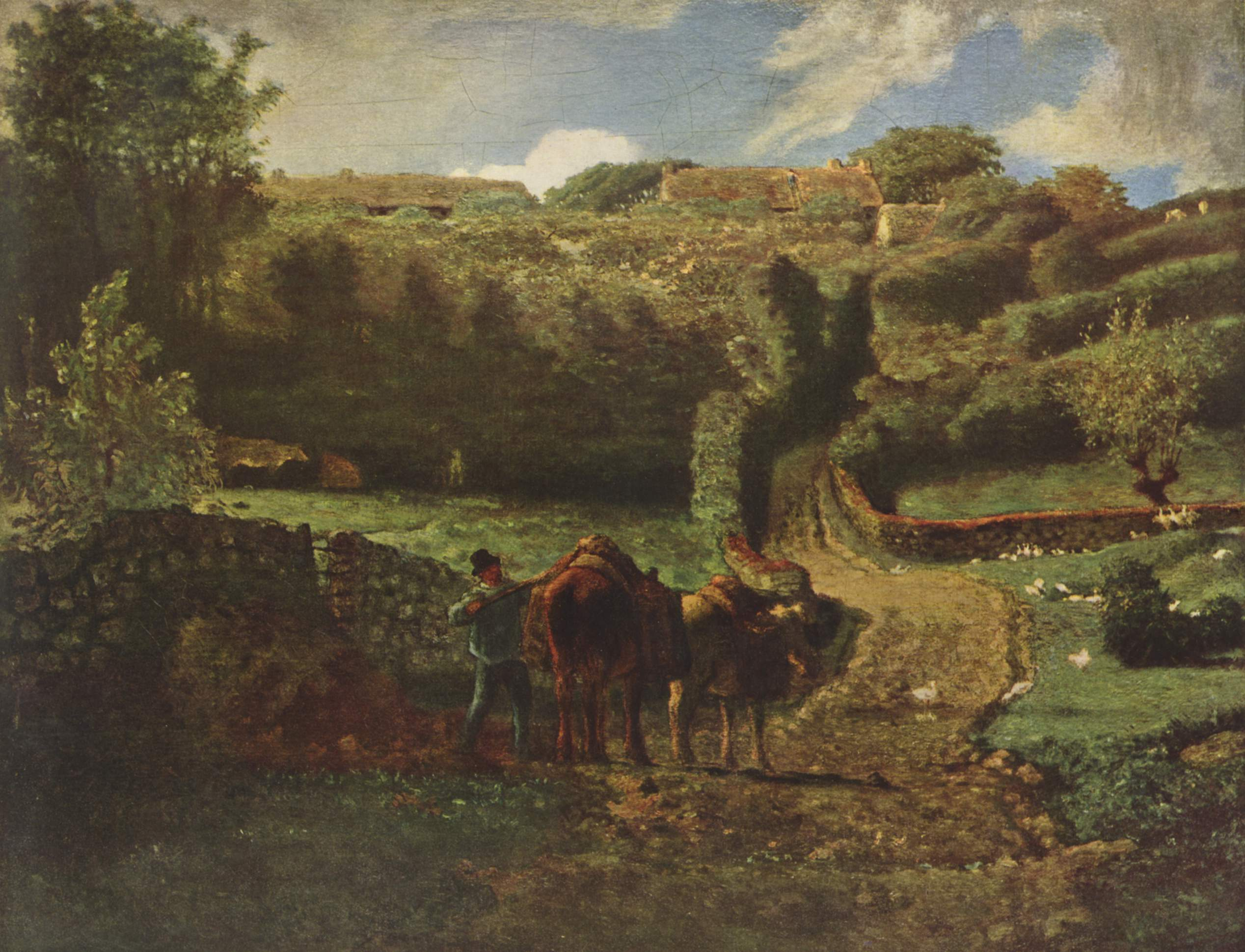
Le Hameau de cousin à Gréville, Jean-François Millet, 1860.
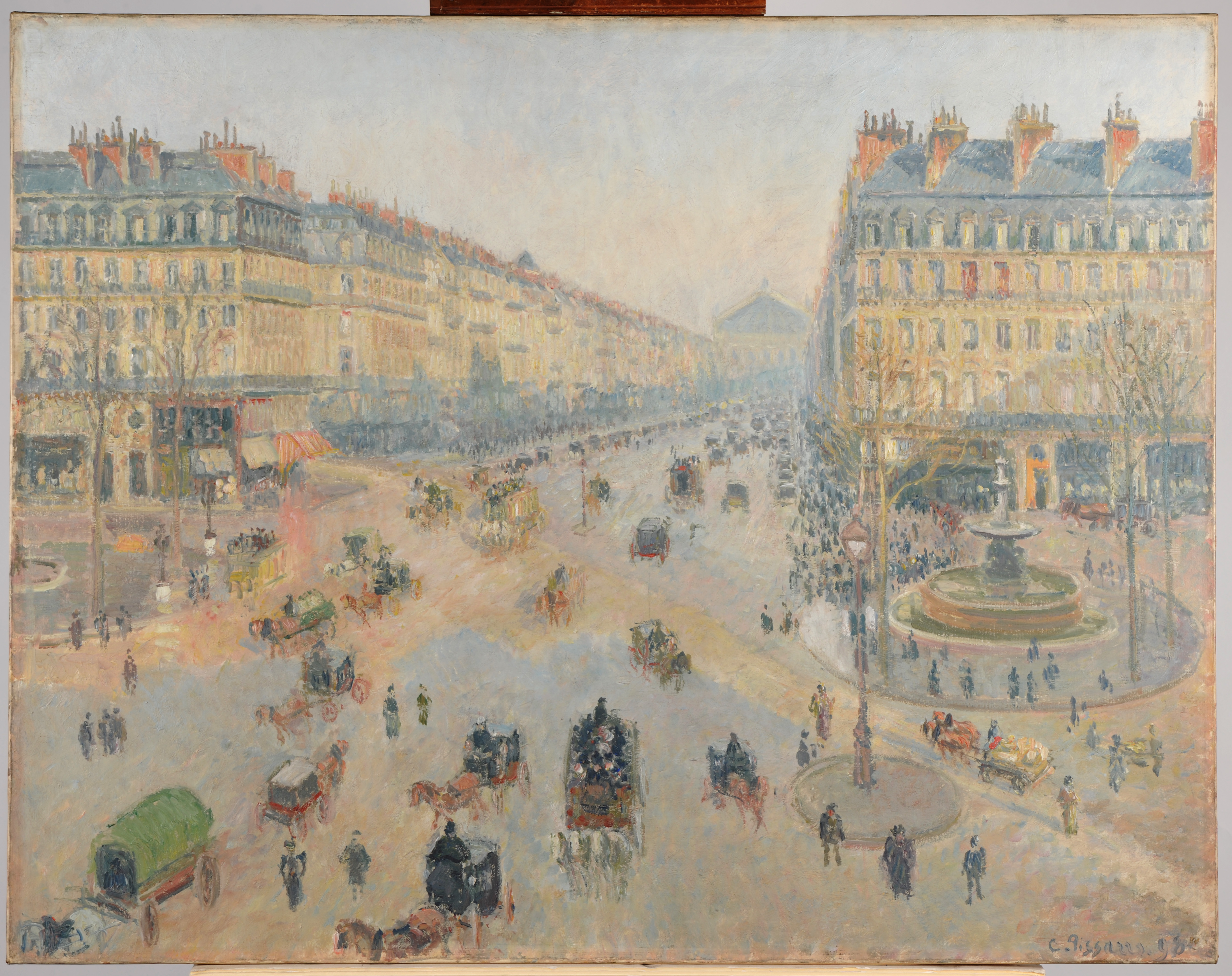
L'Avenue de l'Opéra, Camille Pissarro, 1898.
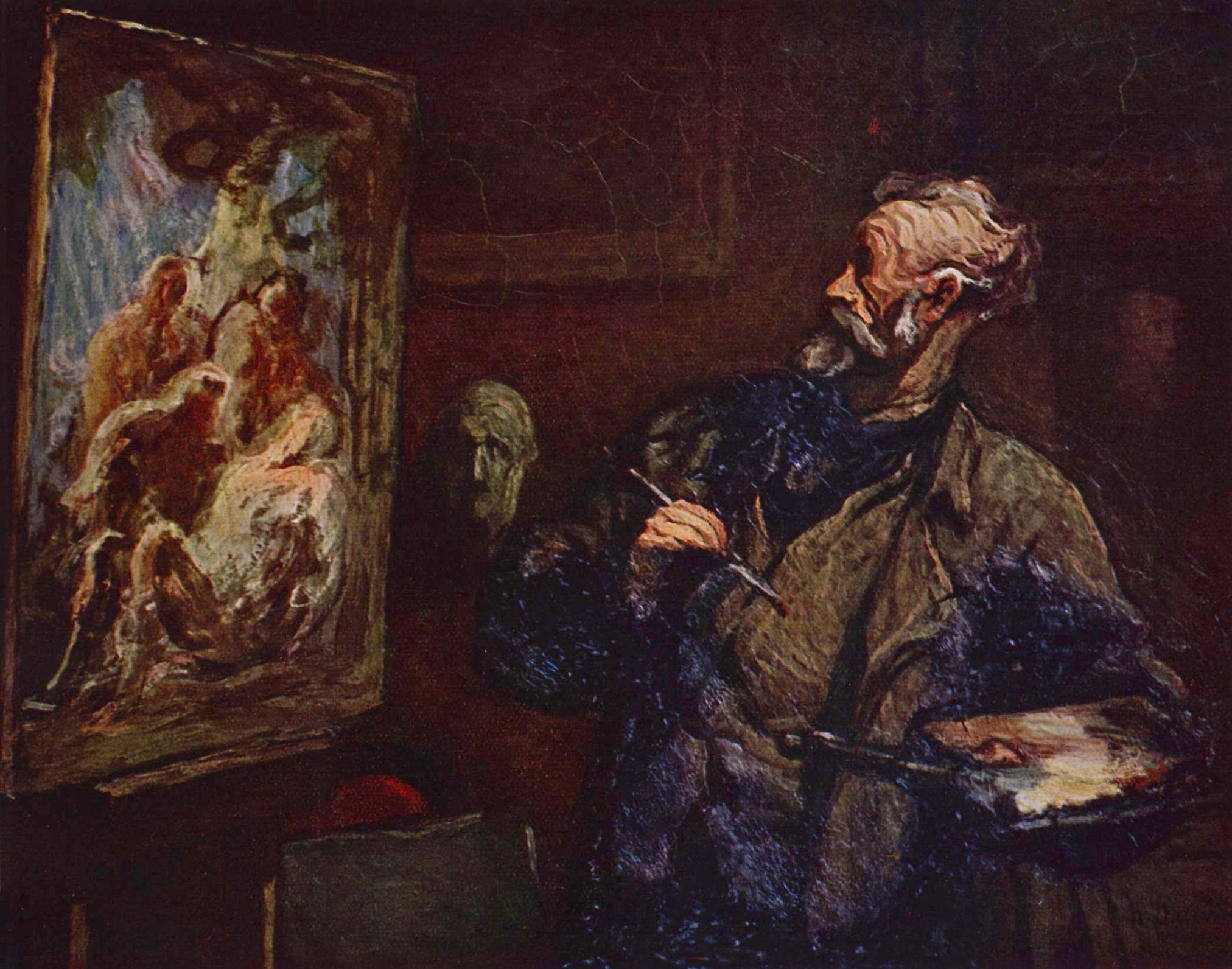
Le Peintre, Honoré Daumier, 3e tiers du XIXe siècle.
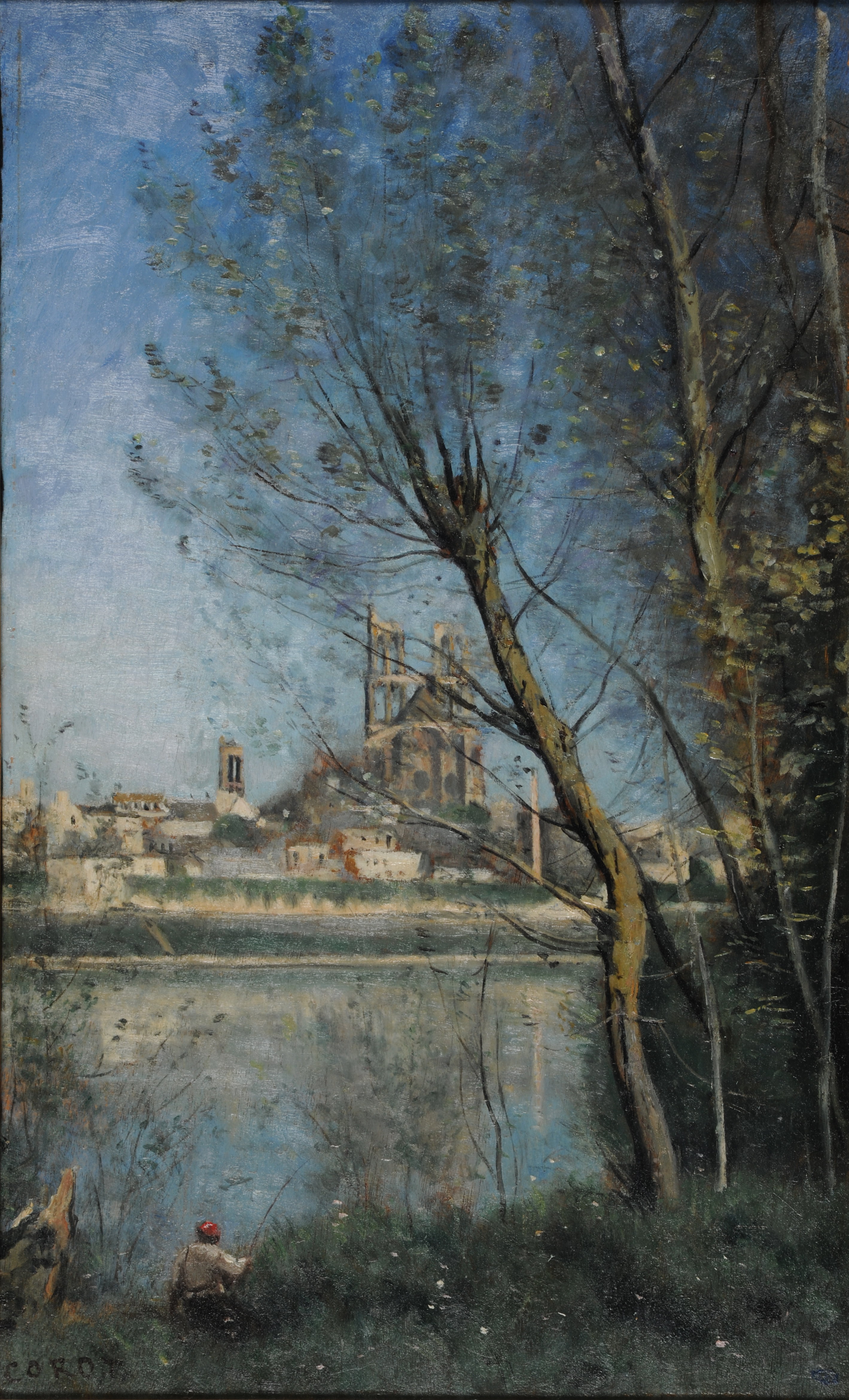
La Cathédrale de Mantes, Camille Corot, 1860.
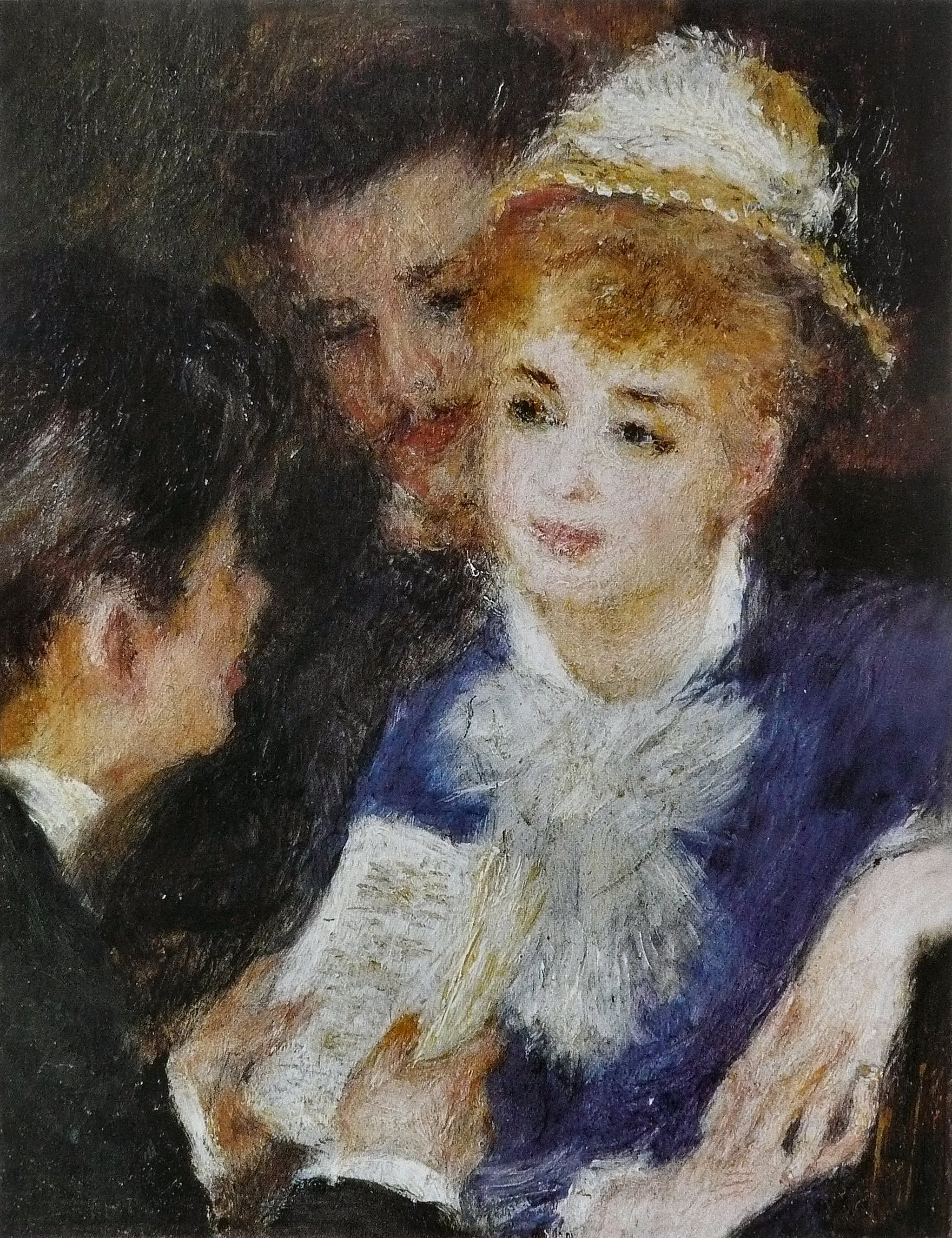
La Lecture du rôle, Pierre-Auguste Renoir, 1874-1876.
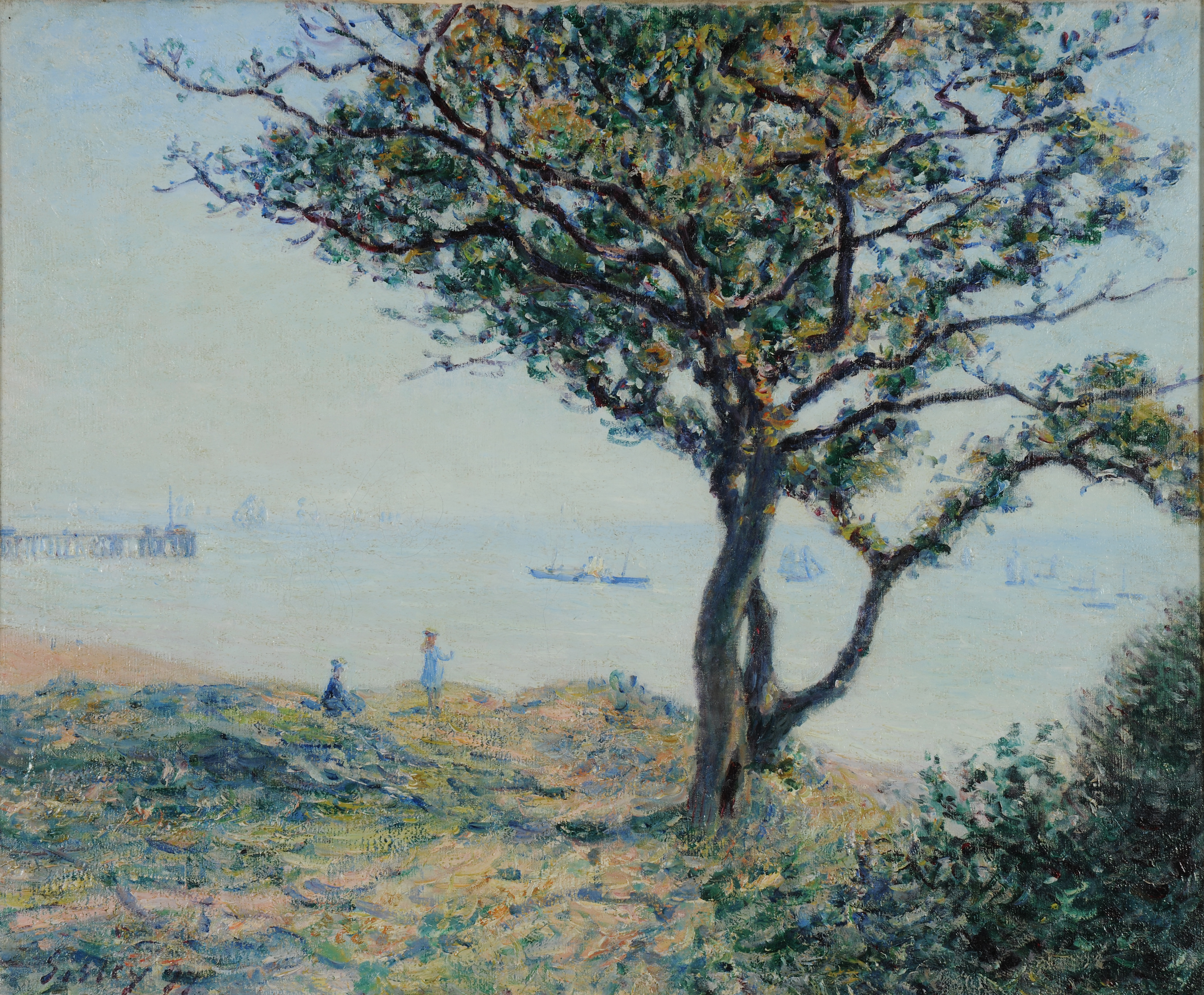
La Rade de Cardiff, Alfred Sisley, 1897.

- Pour le XXe on retrouve des peintures du Douanier Rousseau (Tête de Lion, acquis en 2011), de Pierre Bonnard, Henri Matisse (Liseuse en robe violette), Raoul Dufy, Paul Jamot, Albert Marquet, Charles Camoin (Le bassin des Tuileries, 1902), René Aubert (Deux philosophes), Jean Puy, Louis Marcoussis et Vieira da Silva. Des œuvres de Giorgio de Chirico et Léonard Foujita ont notamment été déposées au musée par le musée national d'art moderne.

- Le musée des Beaux-Arts conserve et présente également des sculptures, des dessins (dont treize exceptionnels portraits peints sur papier par Lucas Cranach le Jeune[3] et présentés en alternance dans une salle spécifiquement aménagée), une série de neuf toiles à la détrempe (vers 1500) des anciens hospices de Reims, des gravures, meubles et objets d’art, collections qui sont toutes caractéristiques des plus grands mouvements de l'art des écoles européennes du XVIe au XXe siècle et classées selon une cohérence à la fois chronologique et thématique.

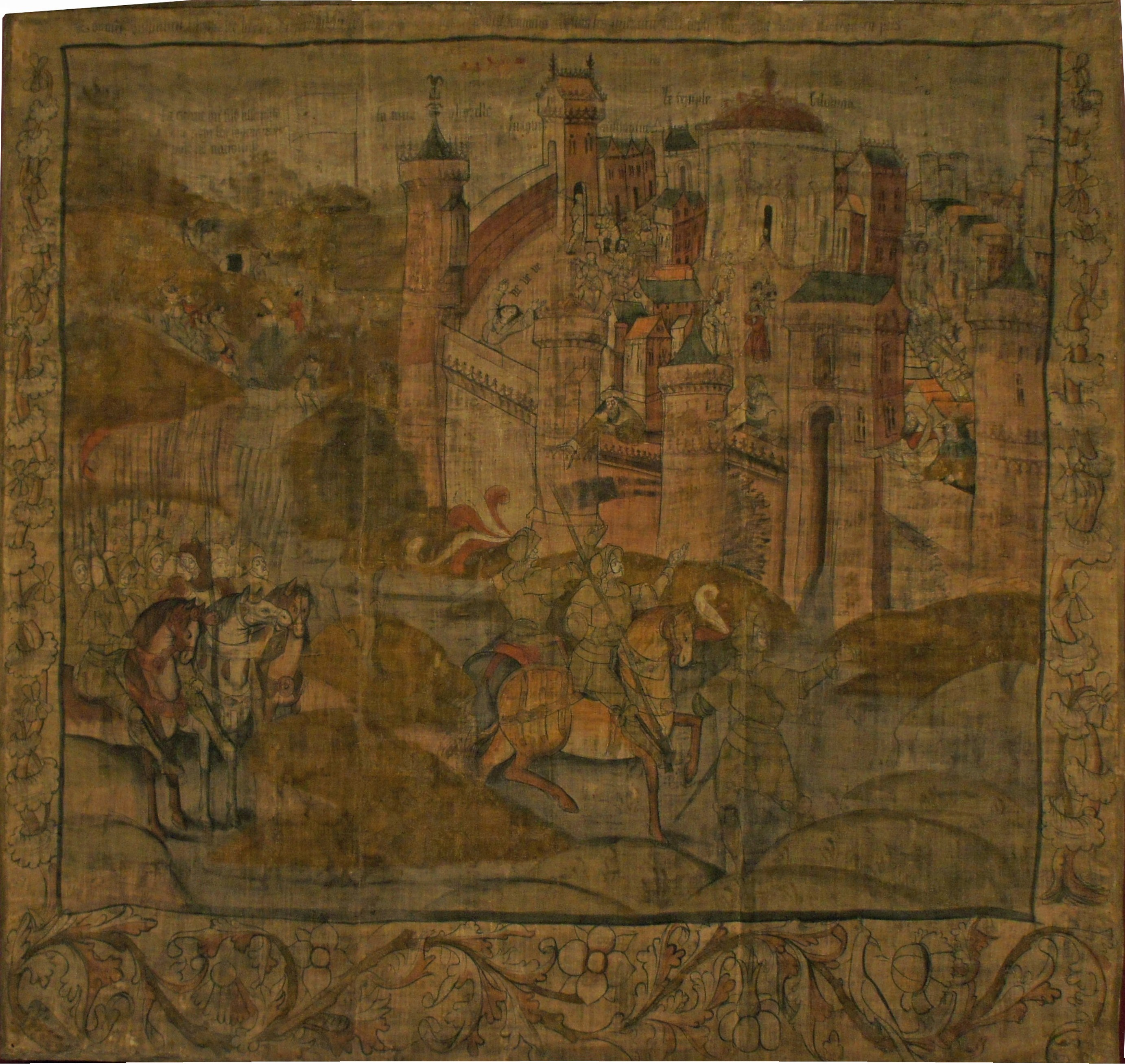
Vespasien somme Jérusalem de se rendre, dépôt des hospices.
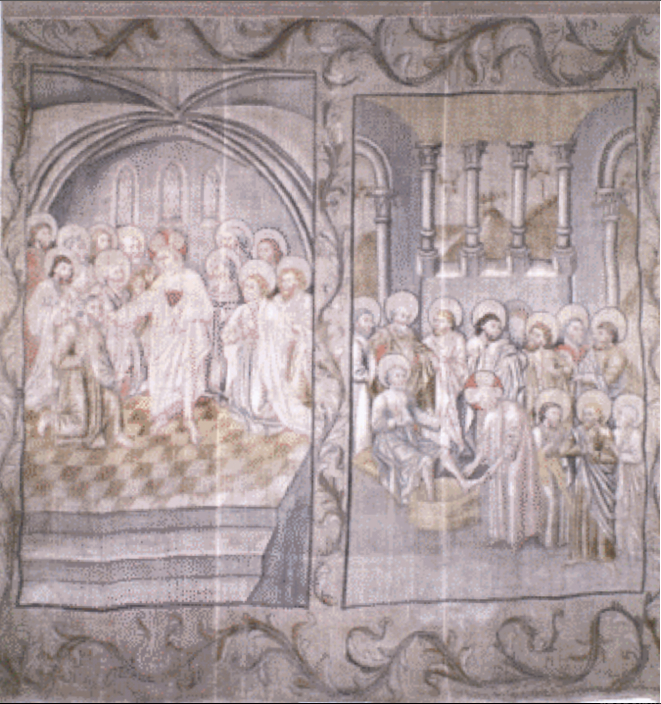
La Passion du Christ, dépôt des hospices.
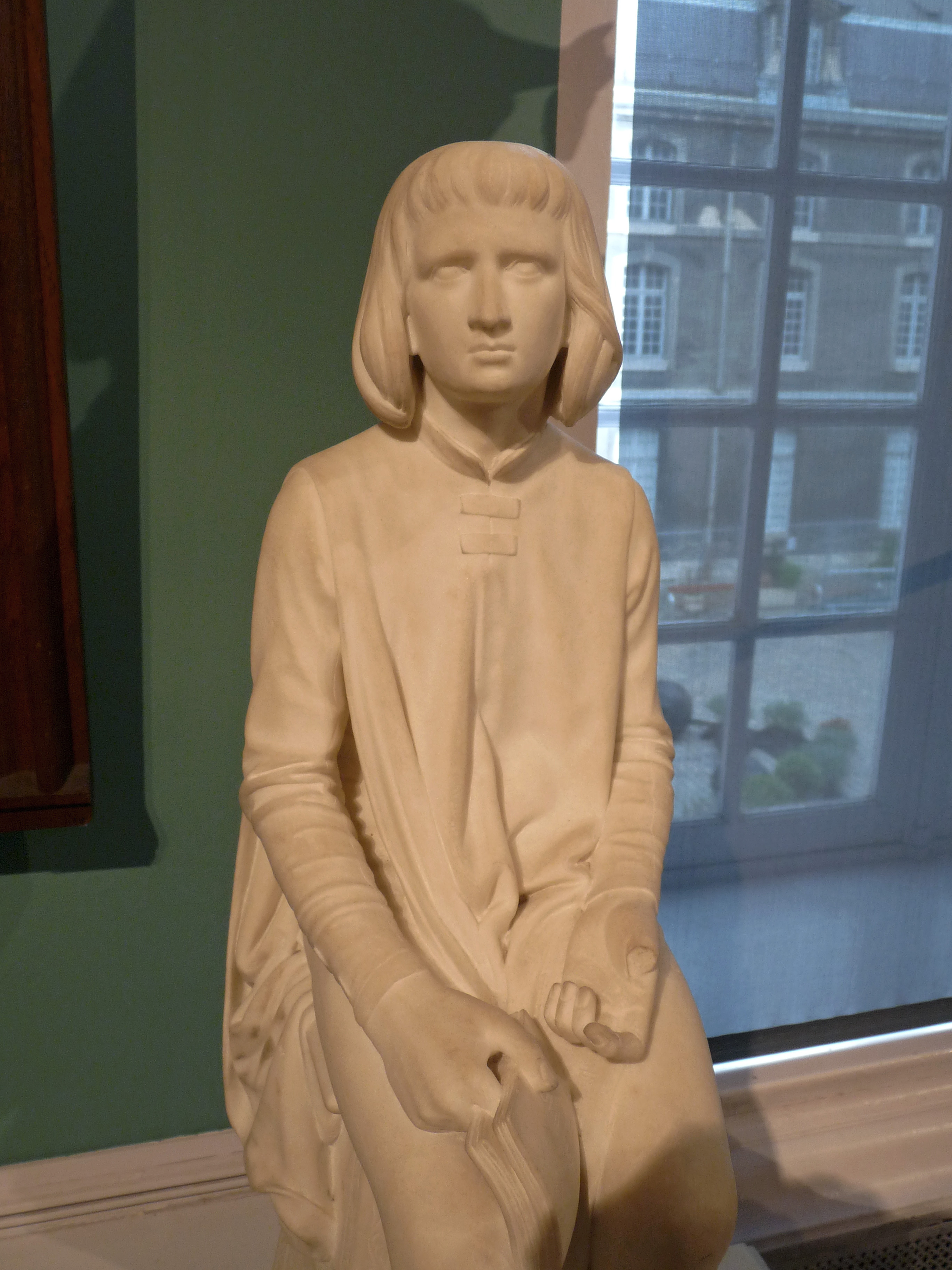
René de Saint-Marceaux, La Jeunesse de Dante.
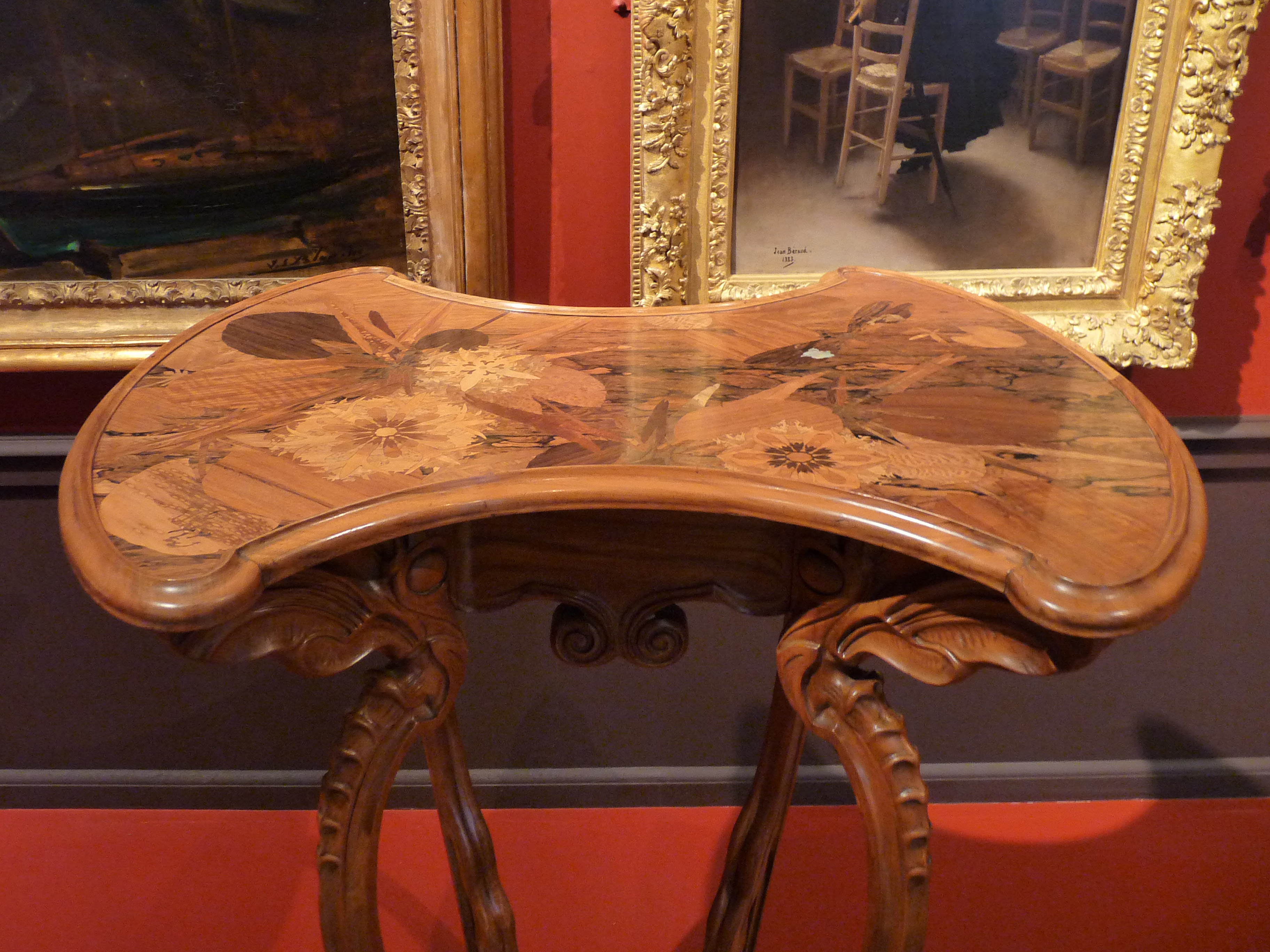
Émile Gallé, Guéridon Libellule.
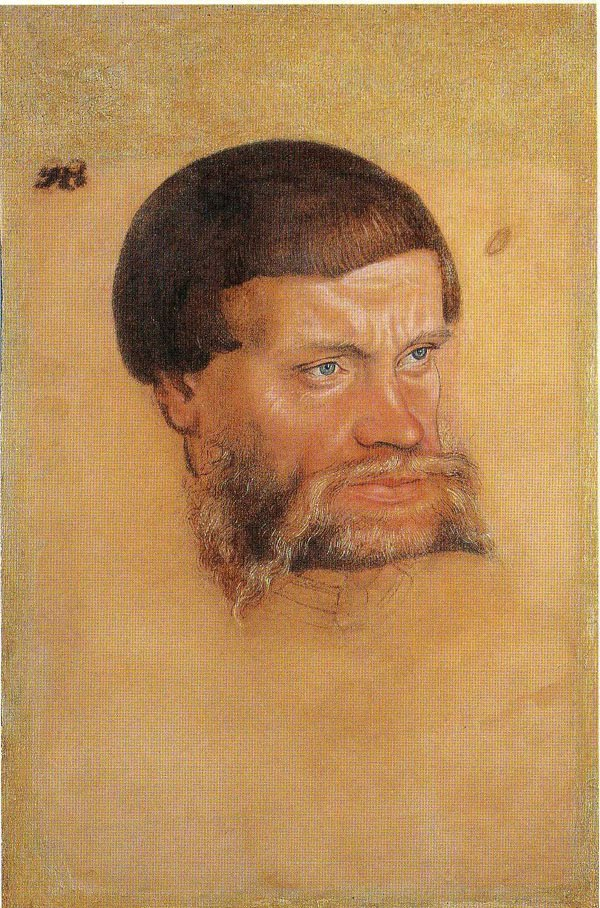
Conrad Krebs, Lucas Cranach le Jeune.
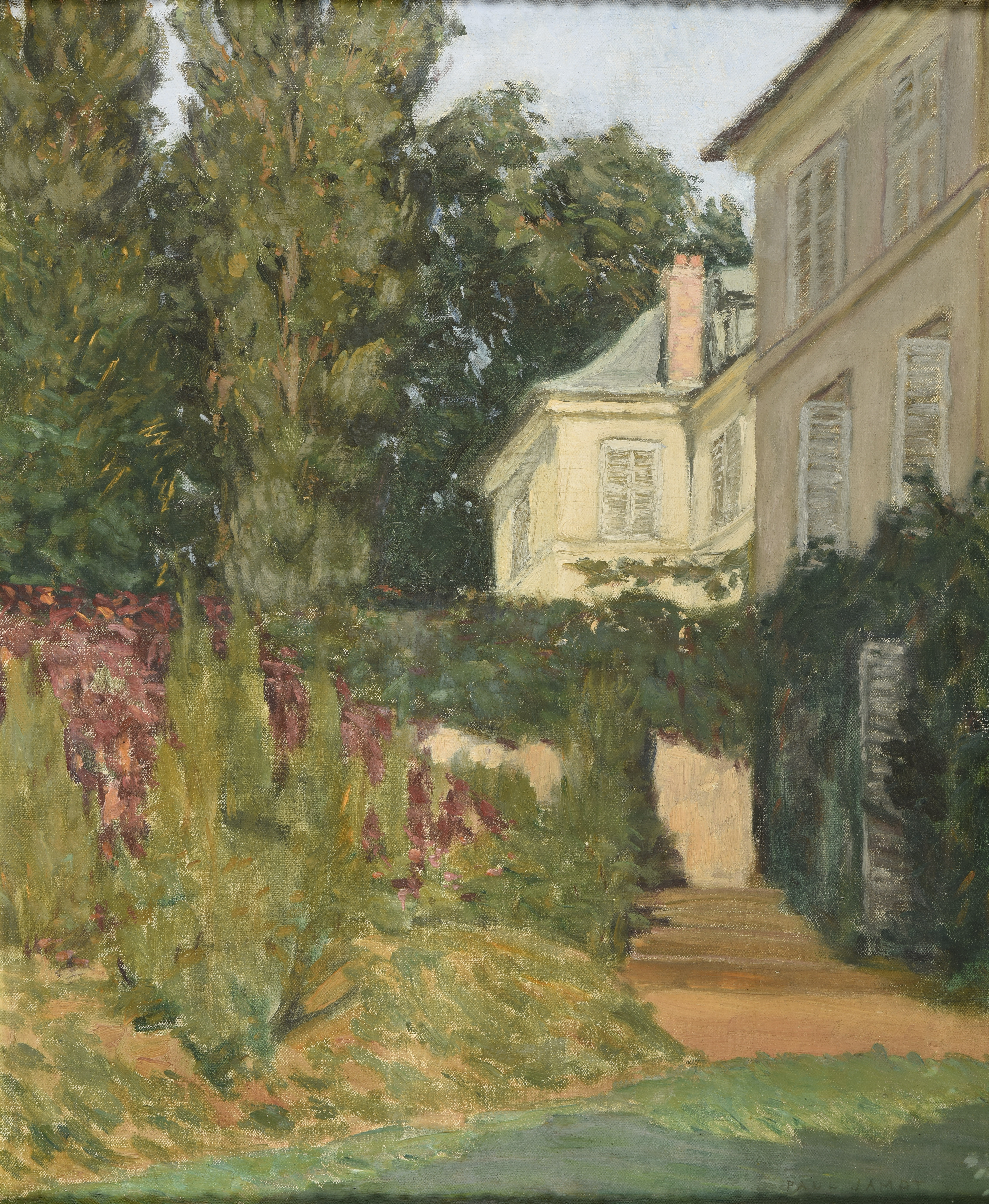
Paul Jamot, Les Terrasses de Bièvres

## Événements
- Fin 2012 est organisé Les Arts de l’effervescence. Champagne ! ; cette exposition, reconnue d’intérêt national par le ministère de la Culture et de la Communication, accueille des prêts des grandes maisons de Champagne (dessins, vaisselle, tableaux…).

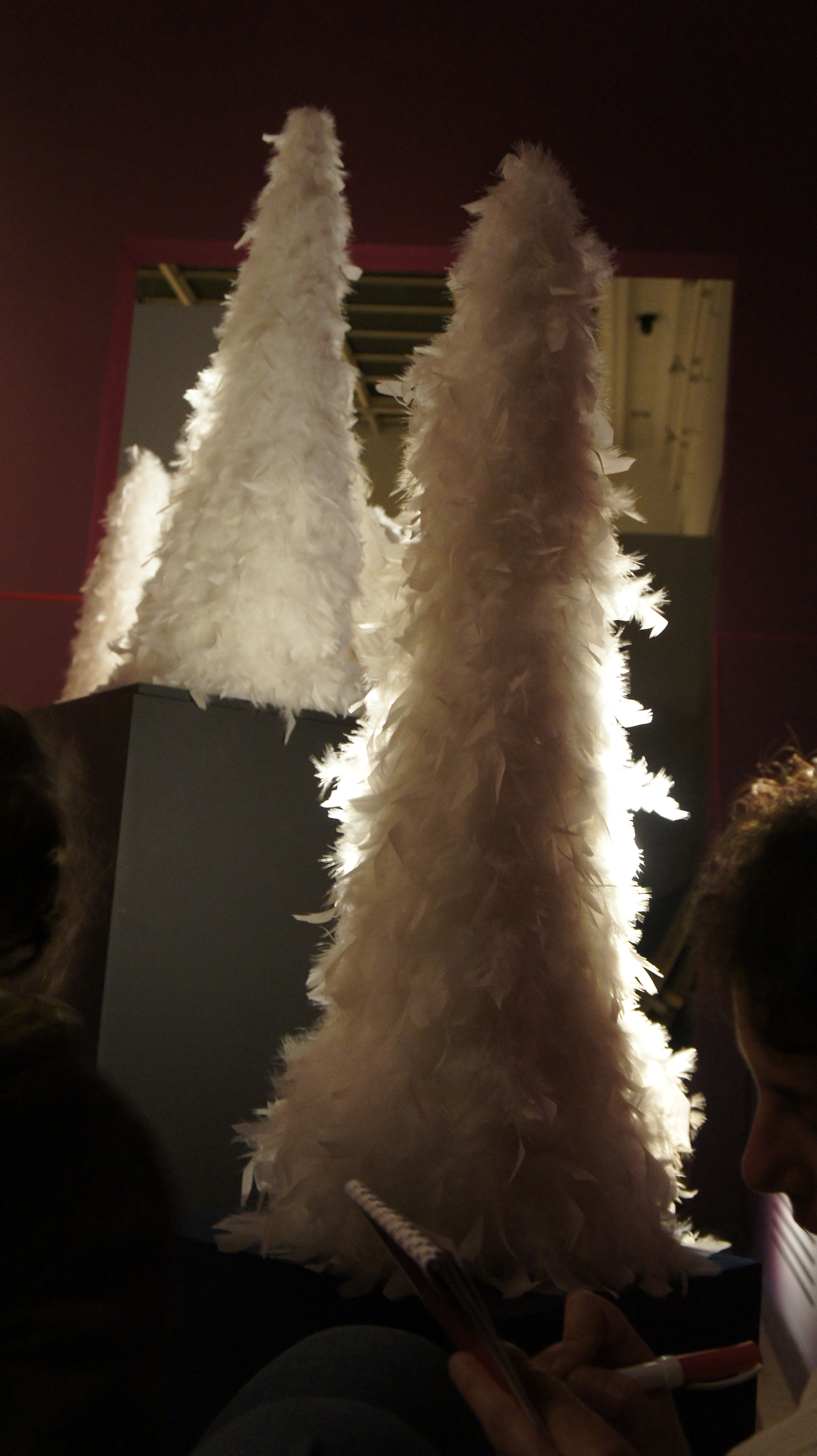
Ateliers lors de la Nuit des musées de 2012.
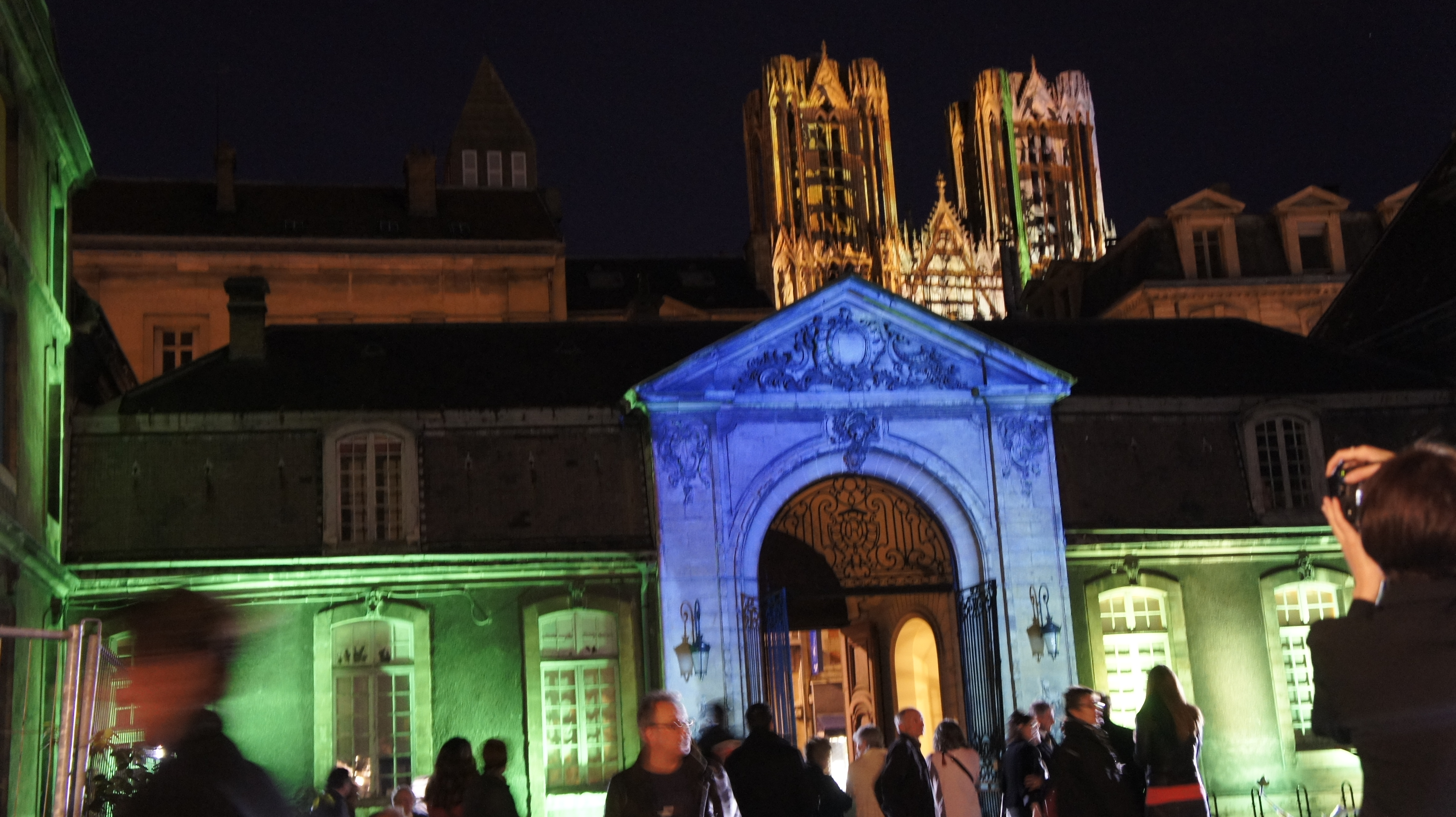
Lors de la Nuit européenne des musées de 2013 .
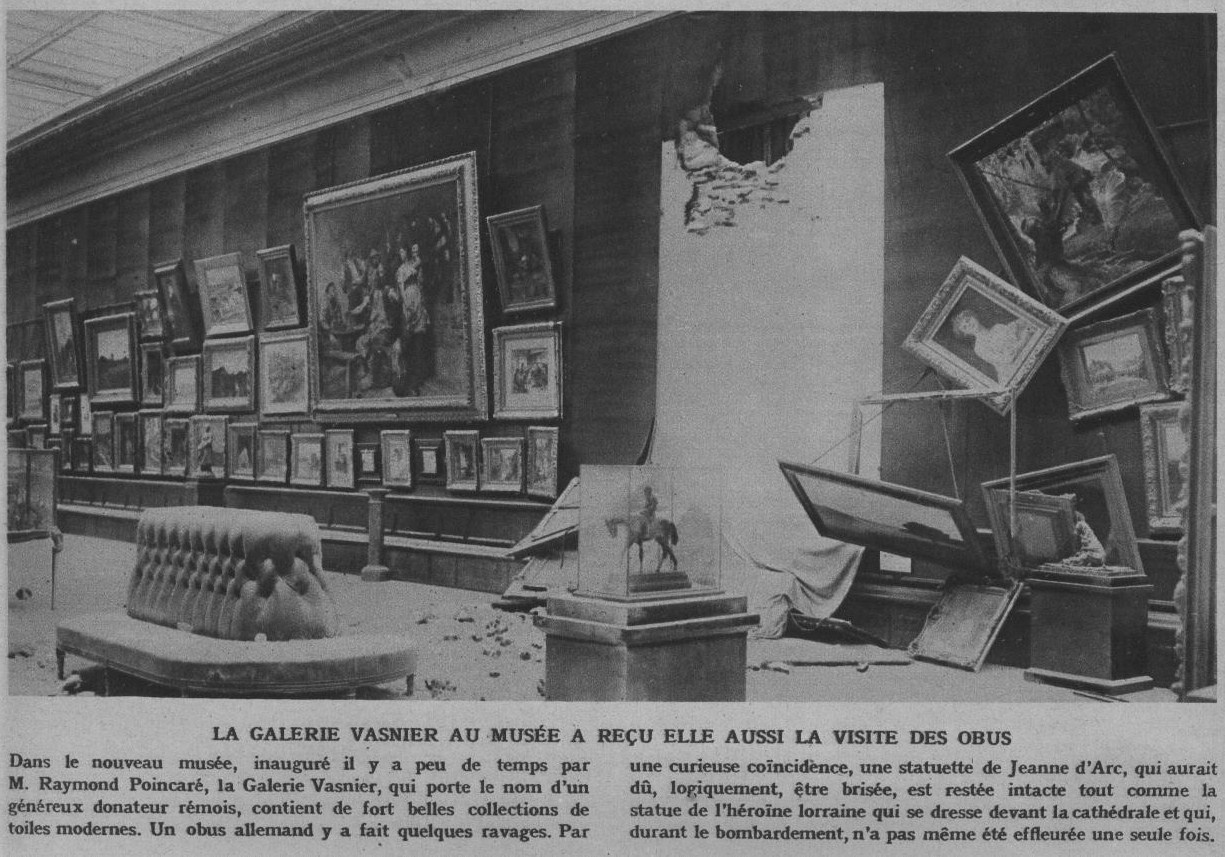
Une salle du musée touchée par un obus, Le Miroir.
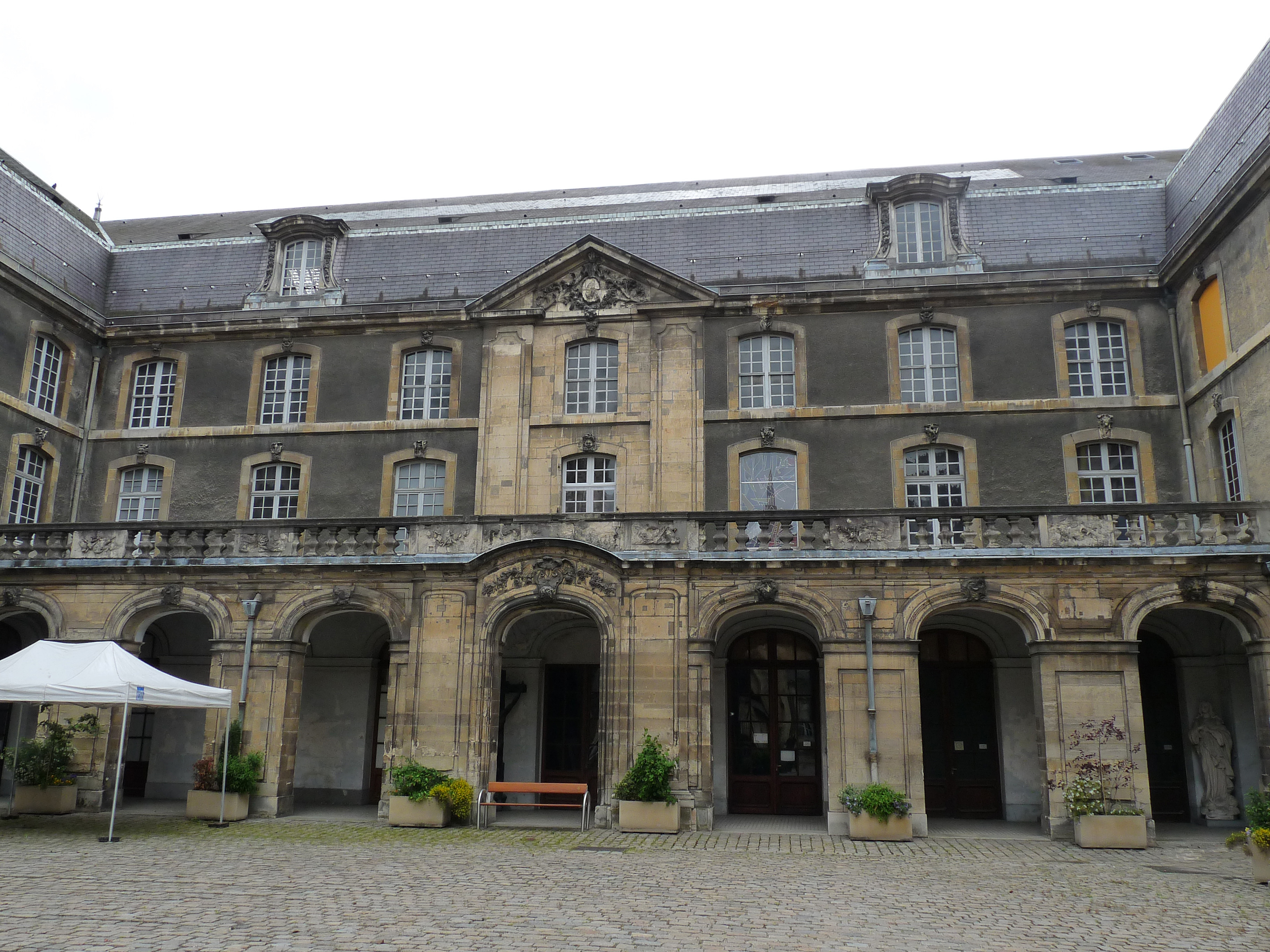
Galerie classée.

- Du 25 mars au 4 avril 2016 : Regard sur ... Lucas Cranach le Jeune  : Attribués à Albert Dürer puis à Hans Holbein durant le XIXe siècle, puis enfin à Lucas Cranach l’Ancien et Lucas Cranach le Jeune, au XXe siècle, la recherche se poursuit au XXIe siècle, permettant d’affiner et de préciser l’origine et la paternité des dessins issus de l’École de dessin de Reims. Cranach le Jeune est donc l’auteur de ces œuvres qui depuis des siècles, à présent, font la réputation de notre musée des Beaux-Arts. Il était important pour la Conservation du musée de faire part de l’état de ces dernières découvertes établies à l’occasion de la rétrospective de 2015 sur l’artiste, à Lutherstadt Wittenberg (Allemagne) par les plus grands spécialistes, en concertation avec notre équipe. Outre la conservation des œuvres, la recherche sur celles-ci est l’une des missions de l’équipe scientifique du musée, la transmission en étant une autre. C’est l’intérêt des expositions Regard sur…, qui permettent entre autres une meilleure connaissance de nos collections. Nous poursuivrons notre travail, sur ce corpus exceptionnel par sa qualité et sa rareté. Nous tenterons de confirmer ou de retrouver l’identification des personnalités représentées, d’expliquer le rapport technique et artistique entre le dessin et la peinture. Dans le cadre de son nouveau projet de réaménagement, l’équipe du musée des Beaux-Arts devrait lancer une étude sur le temps et la nature de l’éclairage, ainsi que sur leur présentation. Elle mettra tout en œuvre afin de proposer au public une exposition permanente des treize portraits.

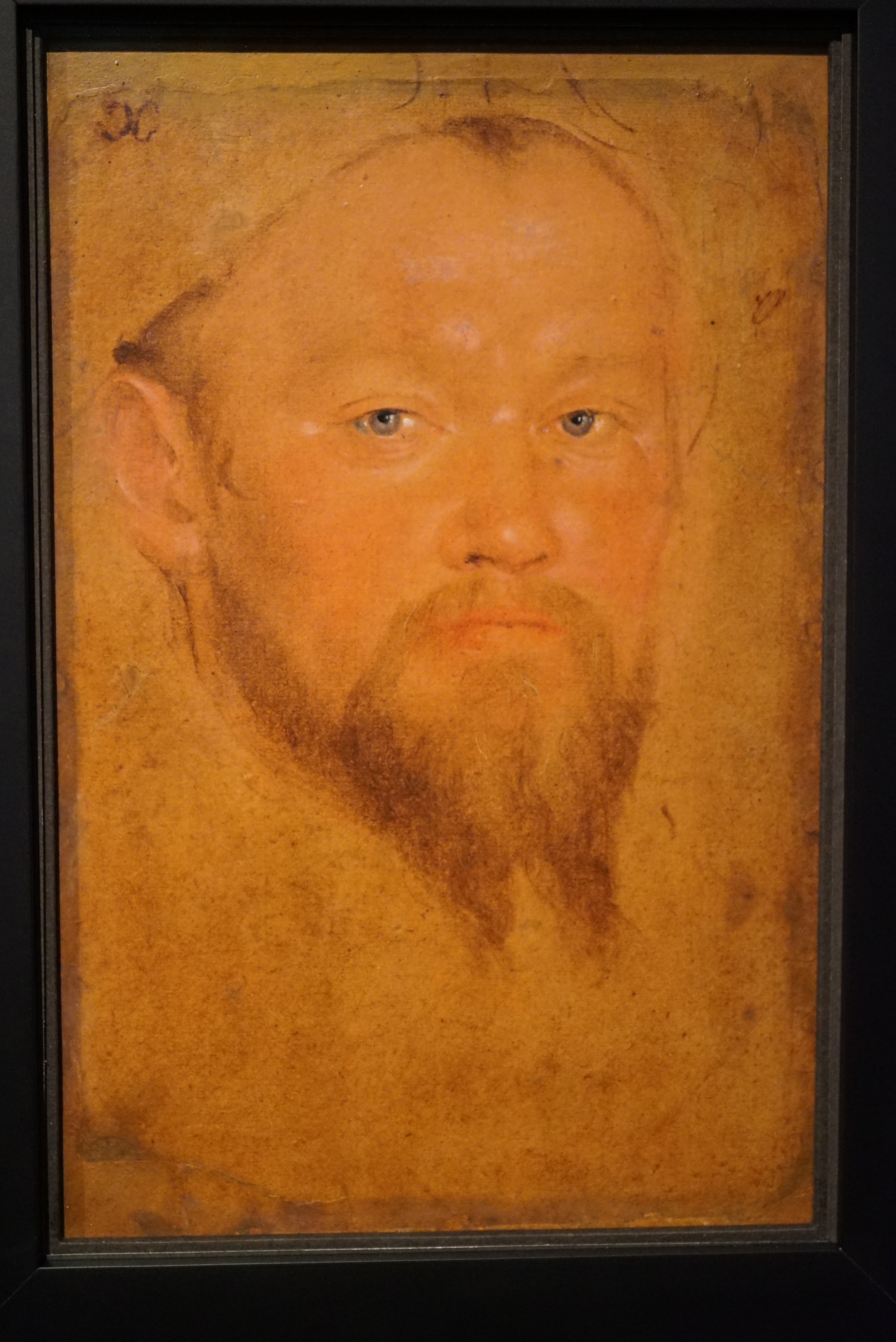
Prince anonyme (Auguste de Saxe ?) musée numérique
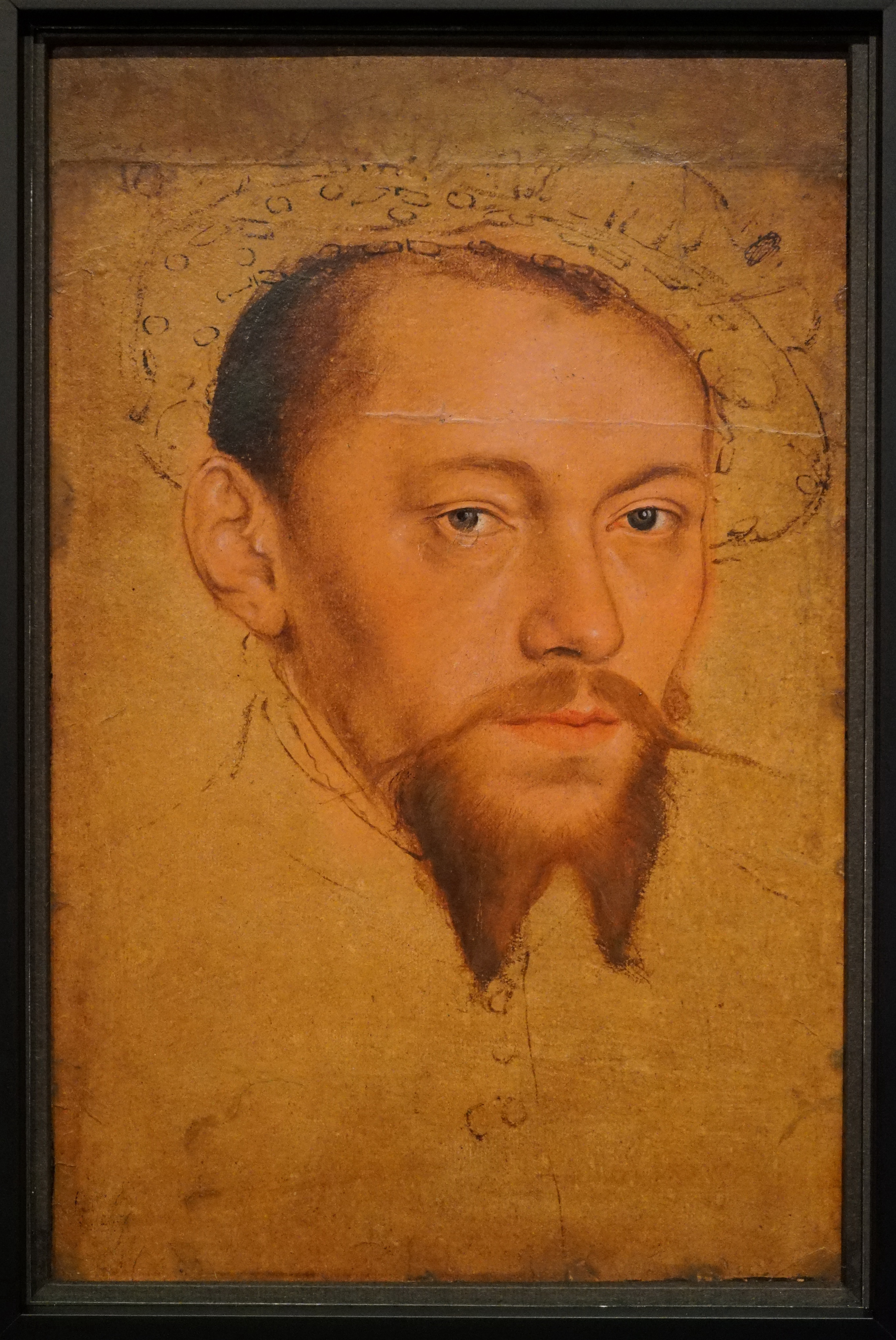
Maurice duc de Saxe. musée numérique
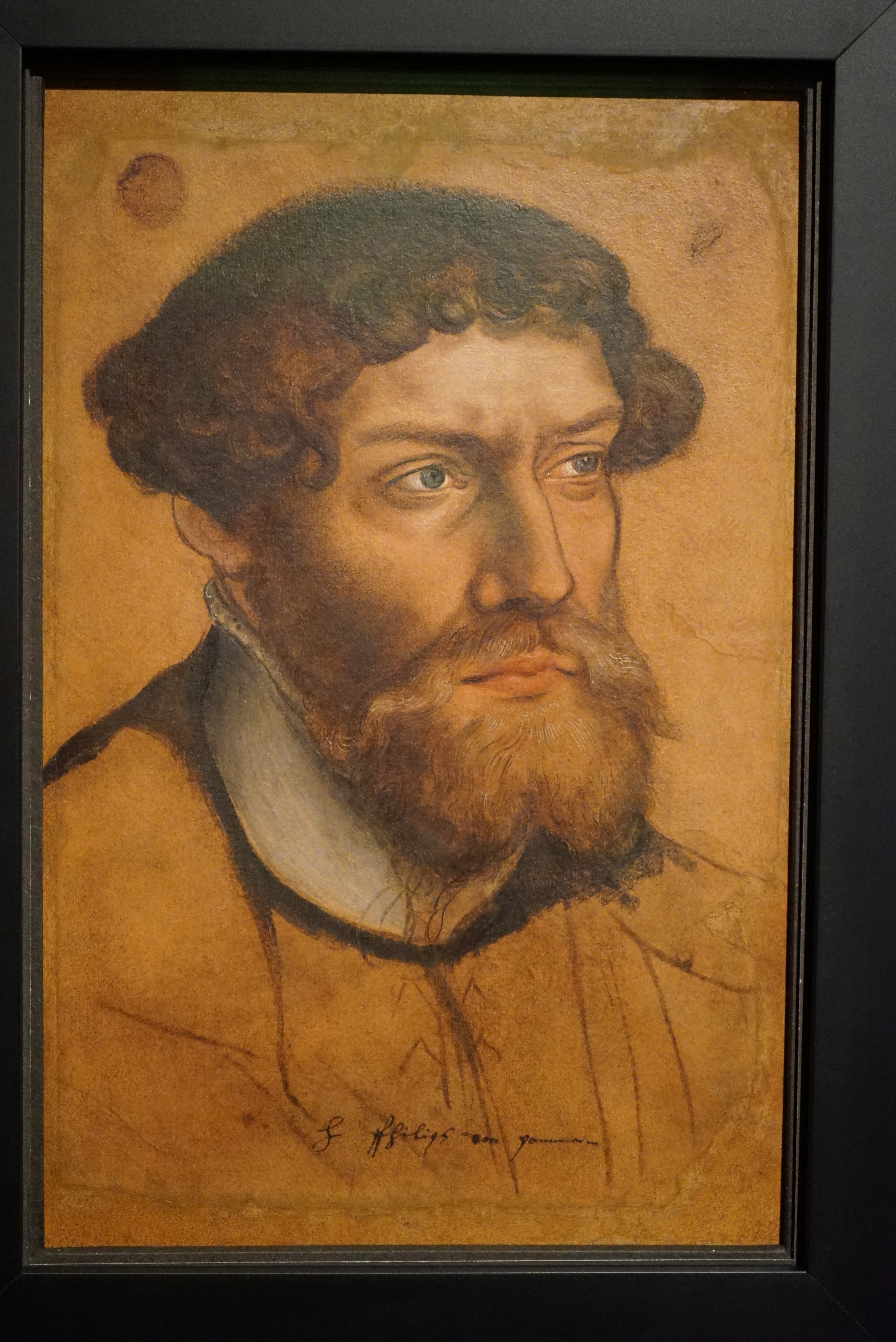
Philippe Ier de Poméranie. musée numérique
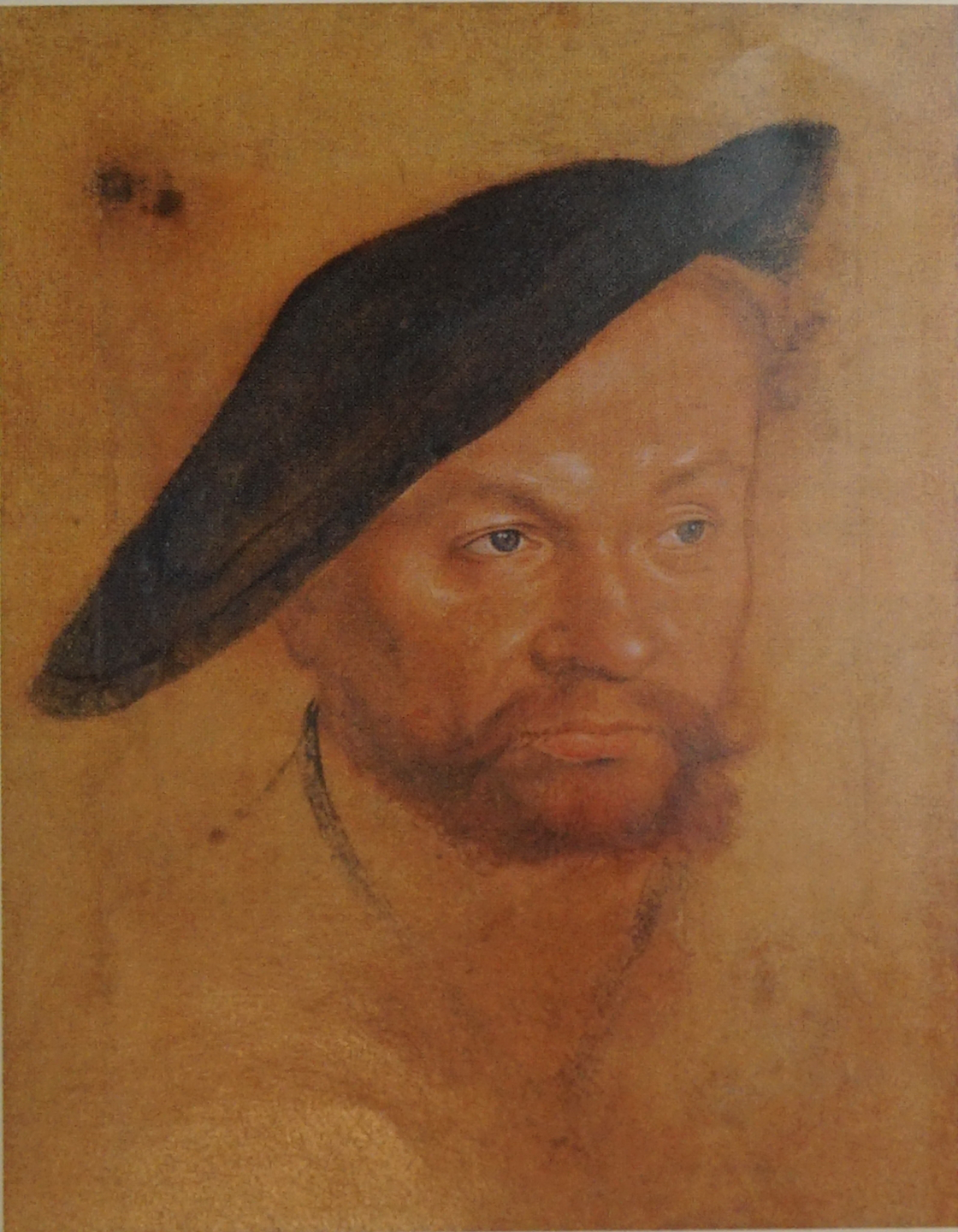
Un Prince musée numérique
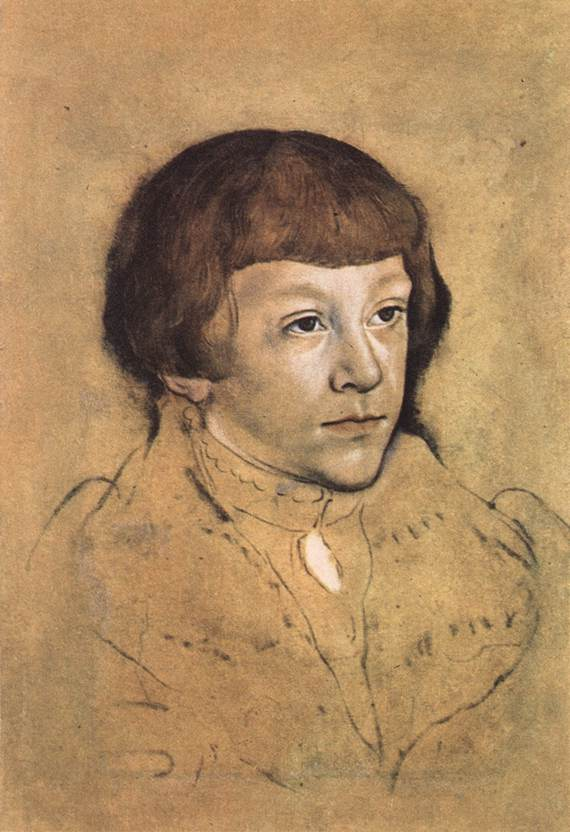
Portrait d'un prince de Saxe musée numérique
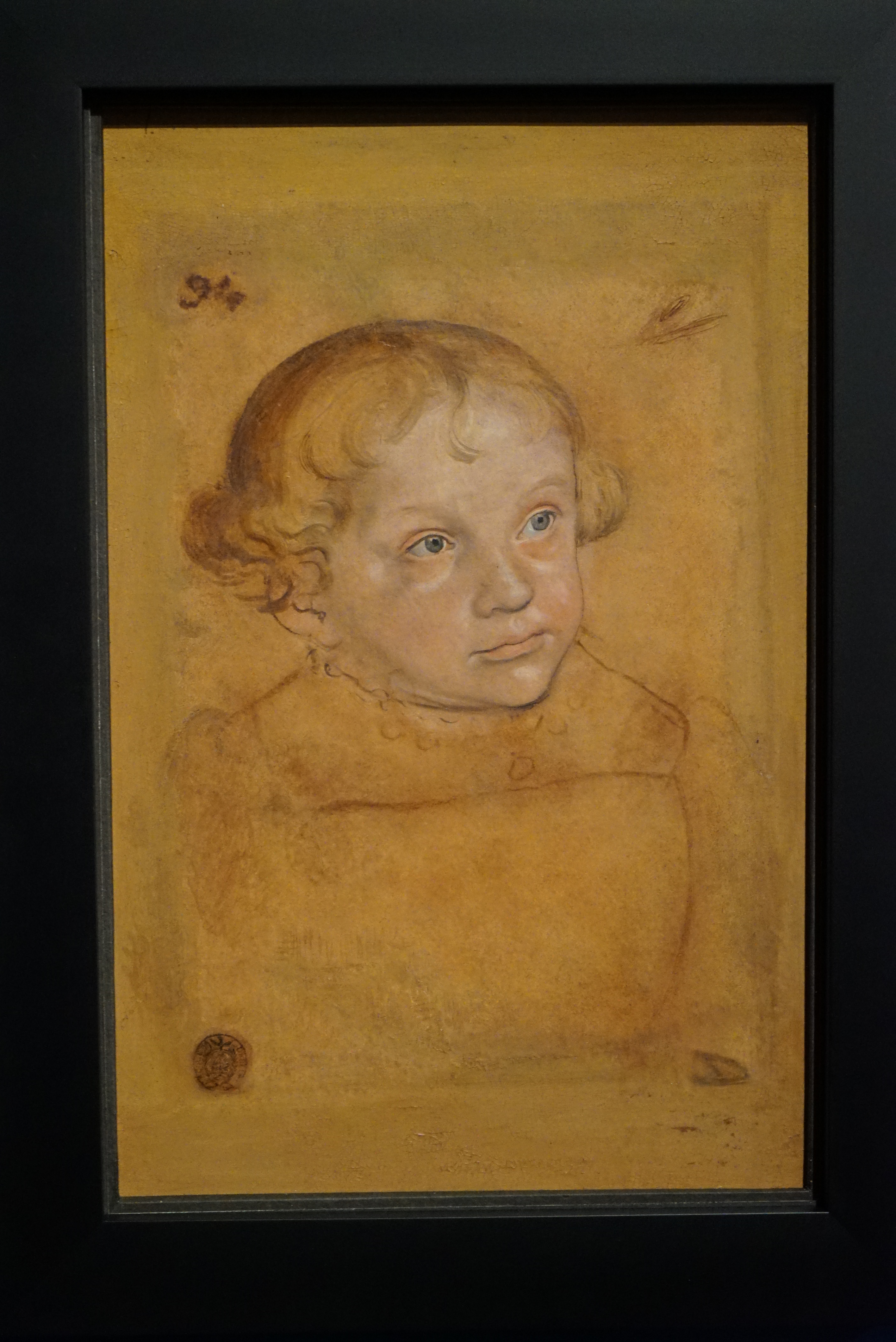
Un jeune garçon (un prince de Saxe, Jean-Frédéric III de Saxe ?) musée numérique
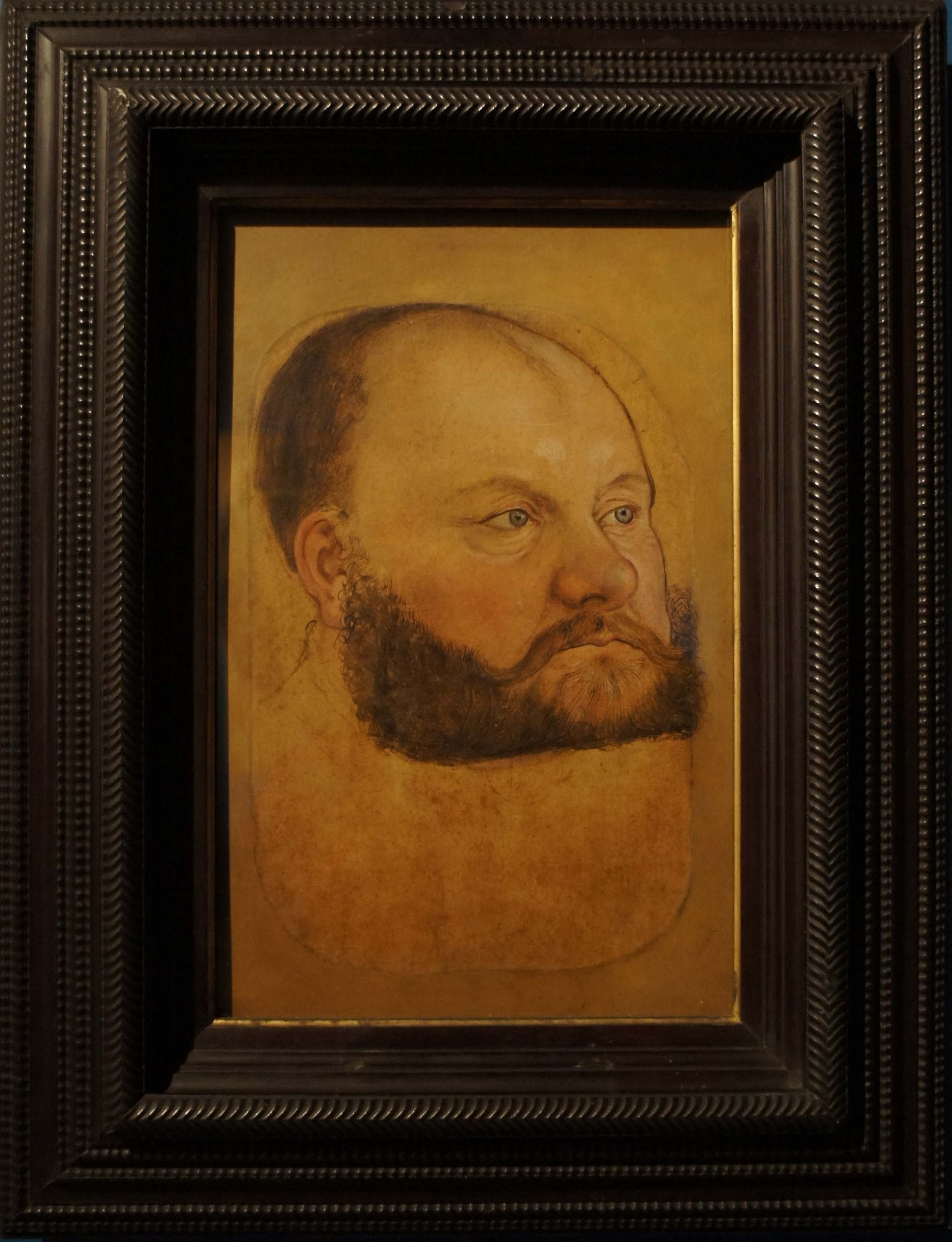
Wolfgang, prince d'Anhalt-Köthen ? musée numérique
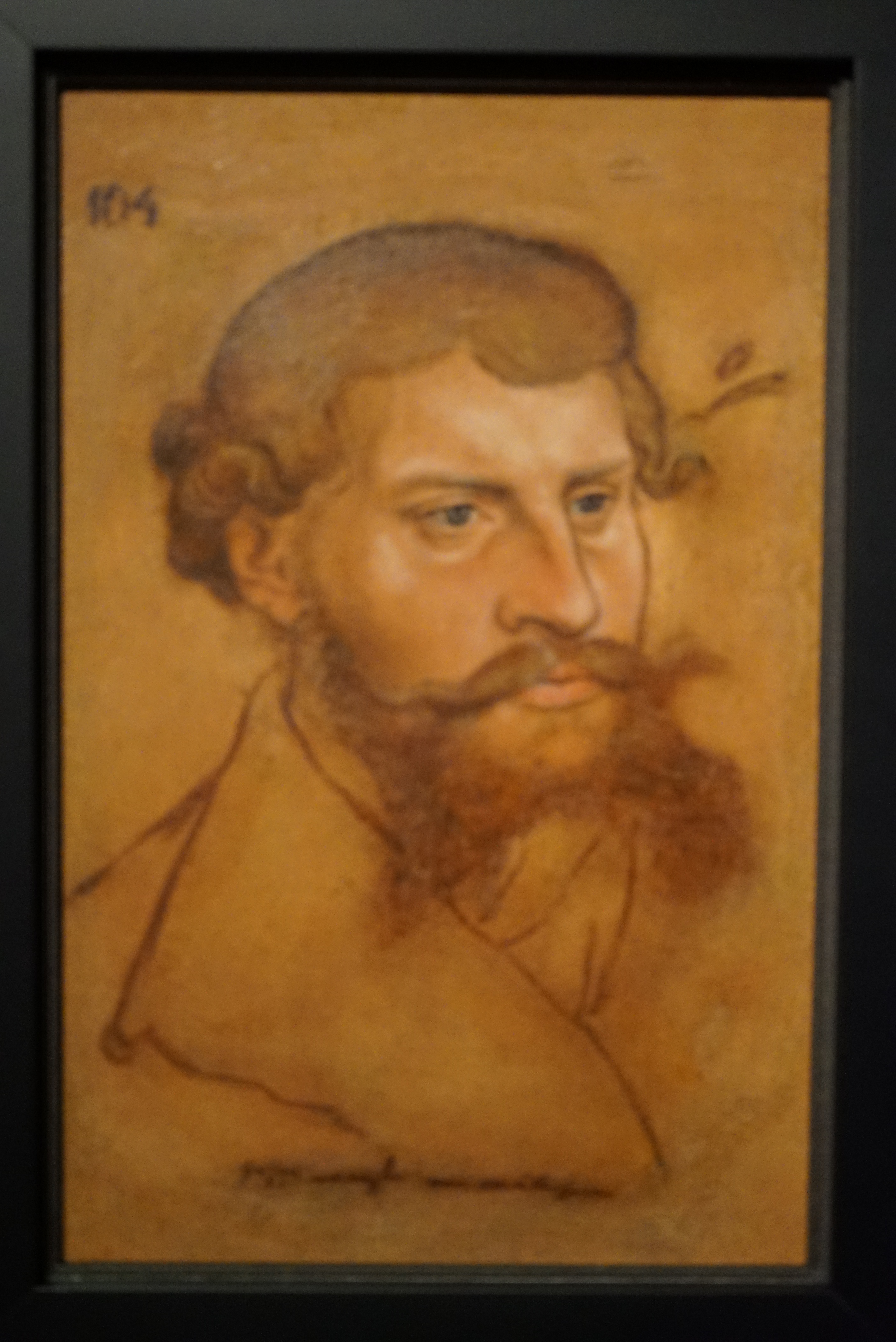
Ernest III de Brunswick-Grubenhagen. musée numérique
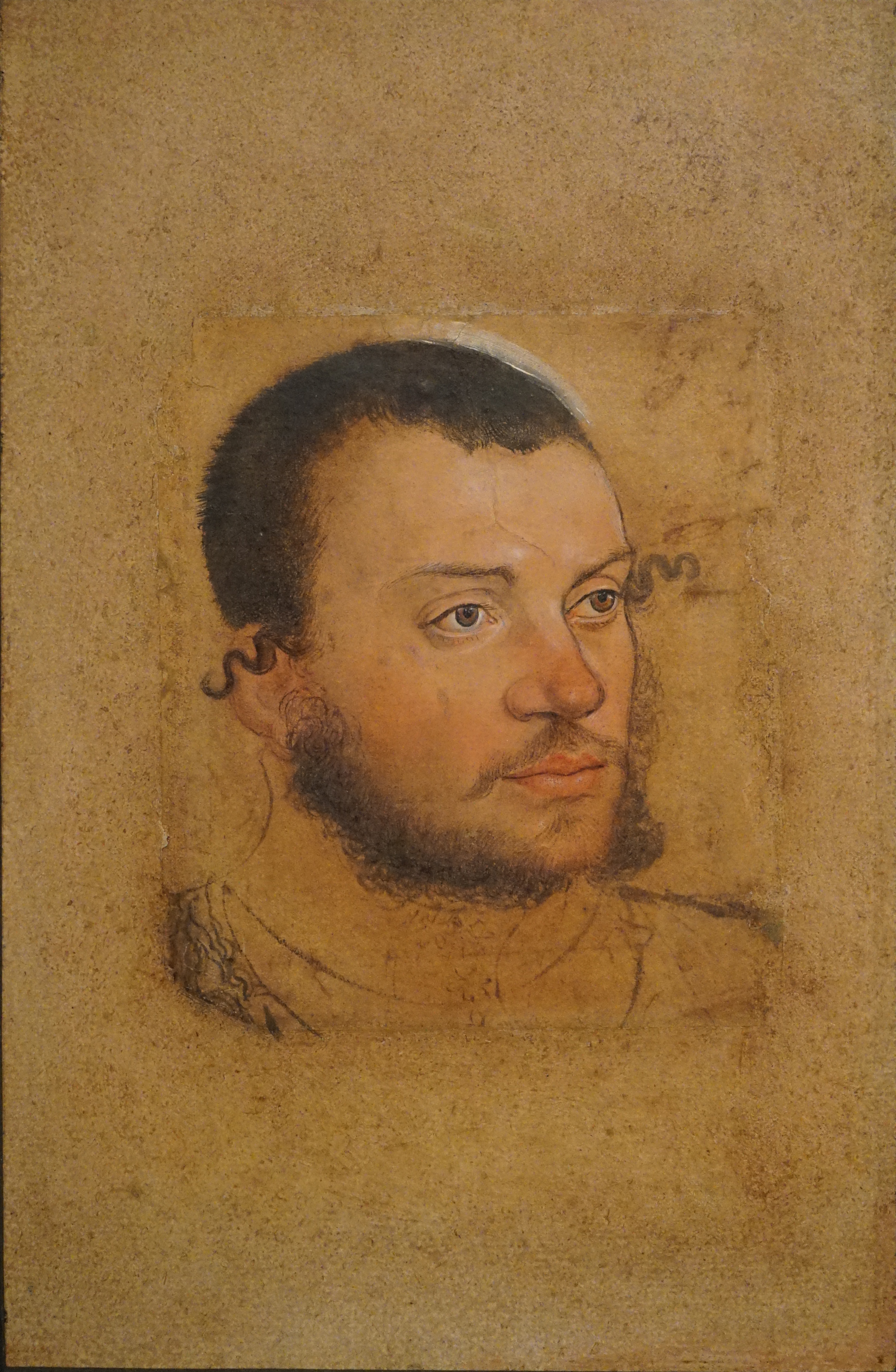
Jean-Ernest de Saxe-Cobourg.musée numérique
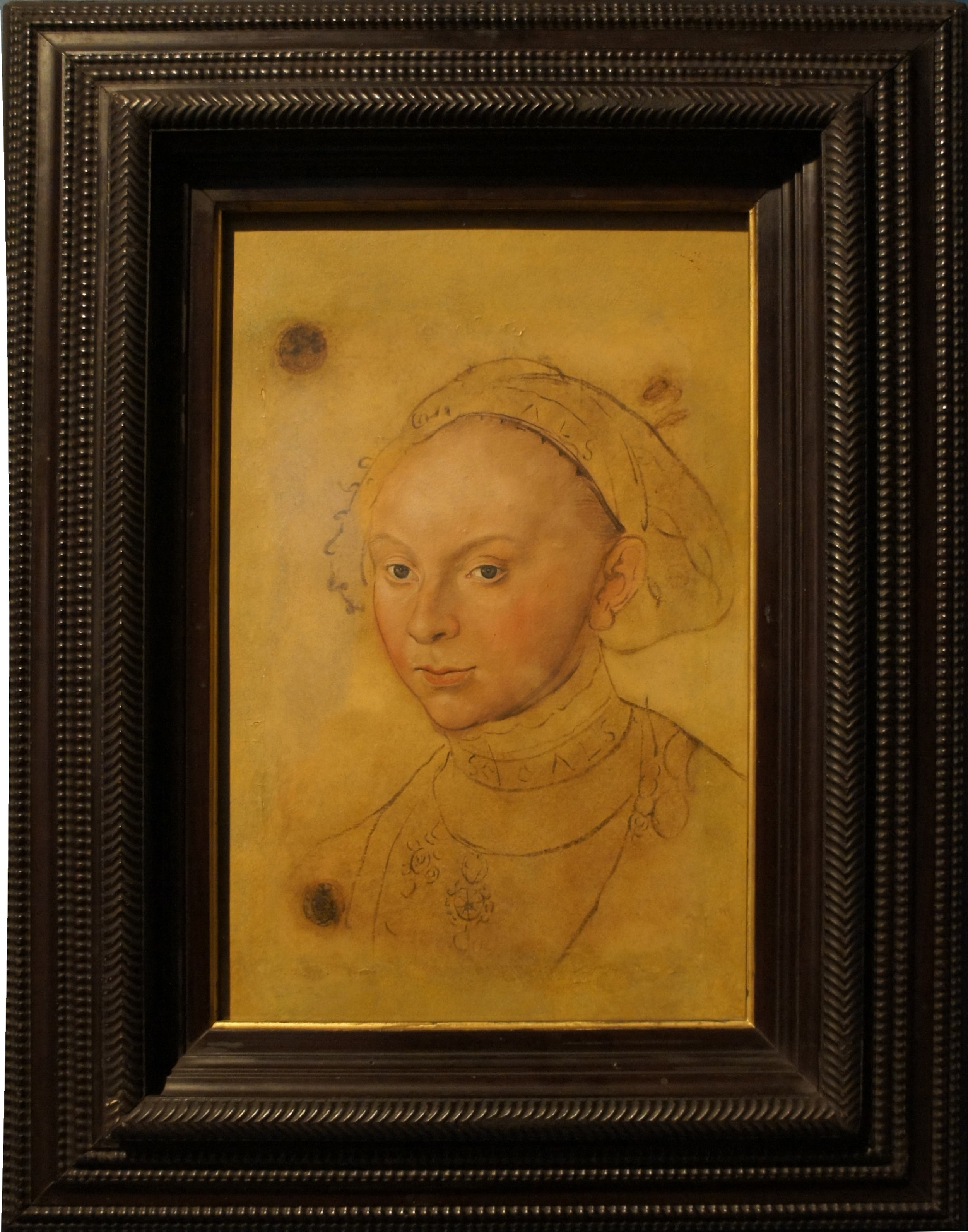
Catherine, princesse de Brunswick-Grubenhagen musée numérique
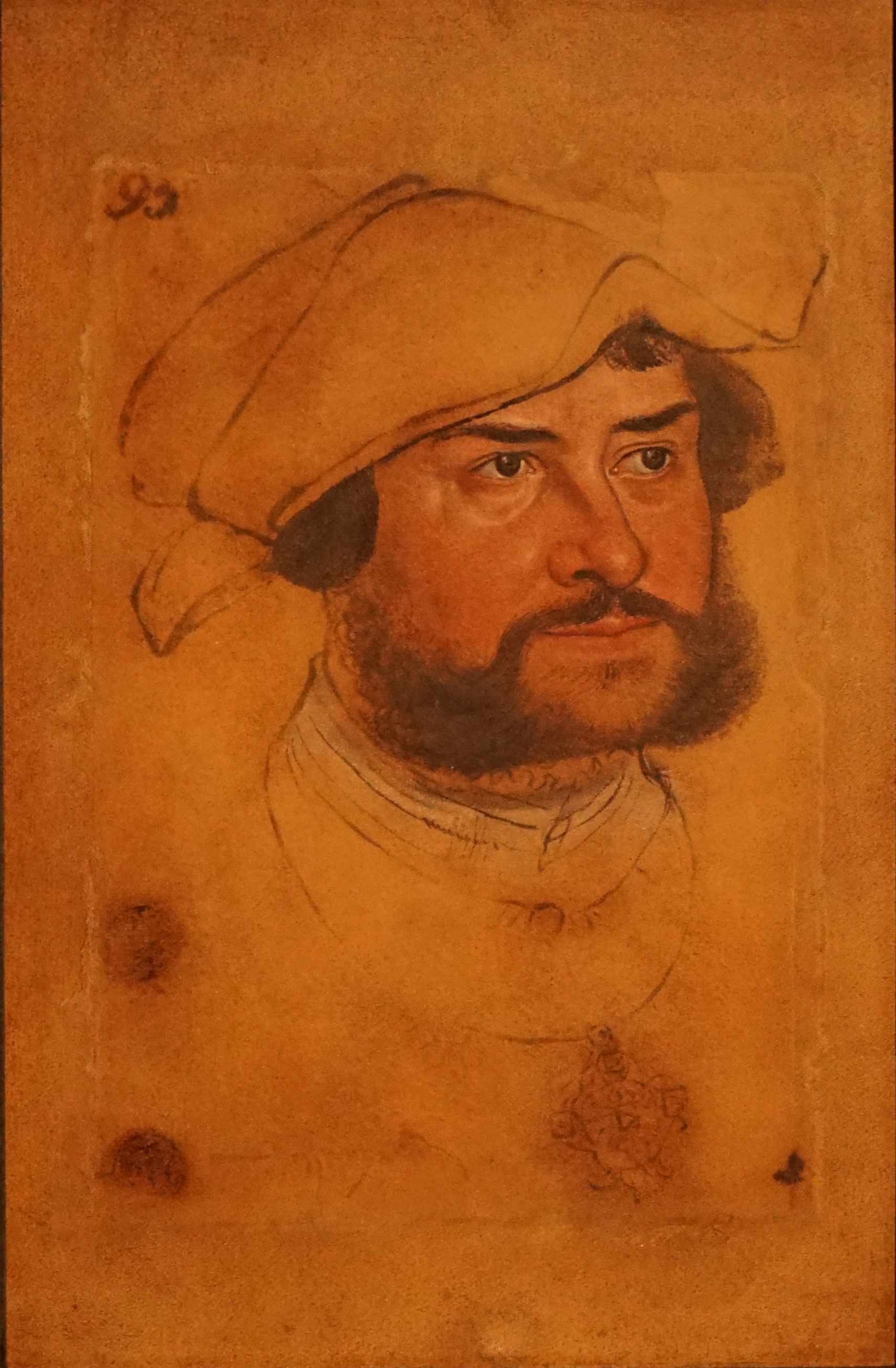
Ernest, Duc de Brunswick-Lunebourg dit  Ernest le Confesseur. musée numérique

- Regard sur...Brascassat, le voyage en Italie entre le 1er avril et le 28 mai 2017, regard sur la donation Guillaume Hugues Kraff.
- Regard sur... chefs-d’œuvre néerlandais du Musée Suermondt-Ludwig d'Aix-la-Chapelle, du 14 octobre au 31 décembre 2017.
- Regard sur... Simone Boisecq, mars 2018.
- Regard sur...paysages et peintres champenois , mars 2019.

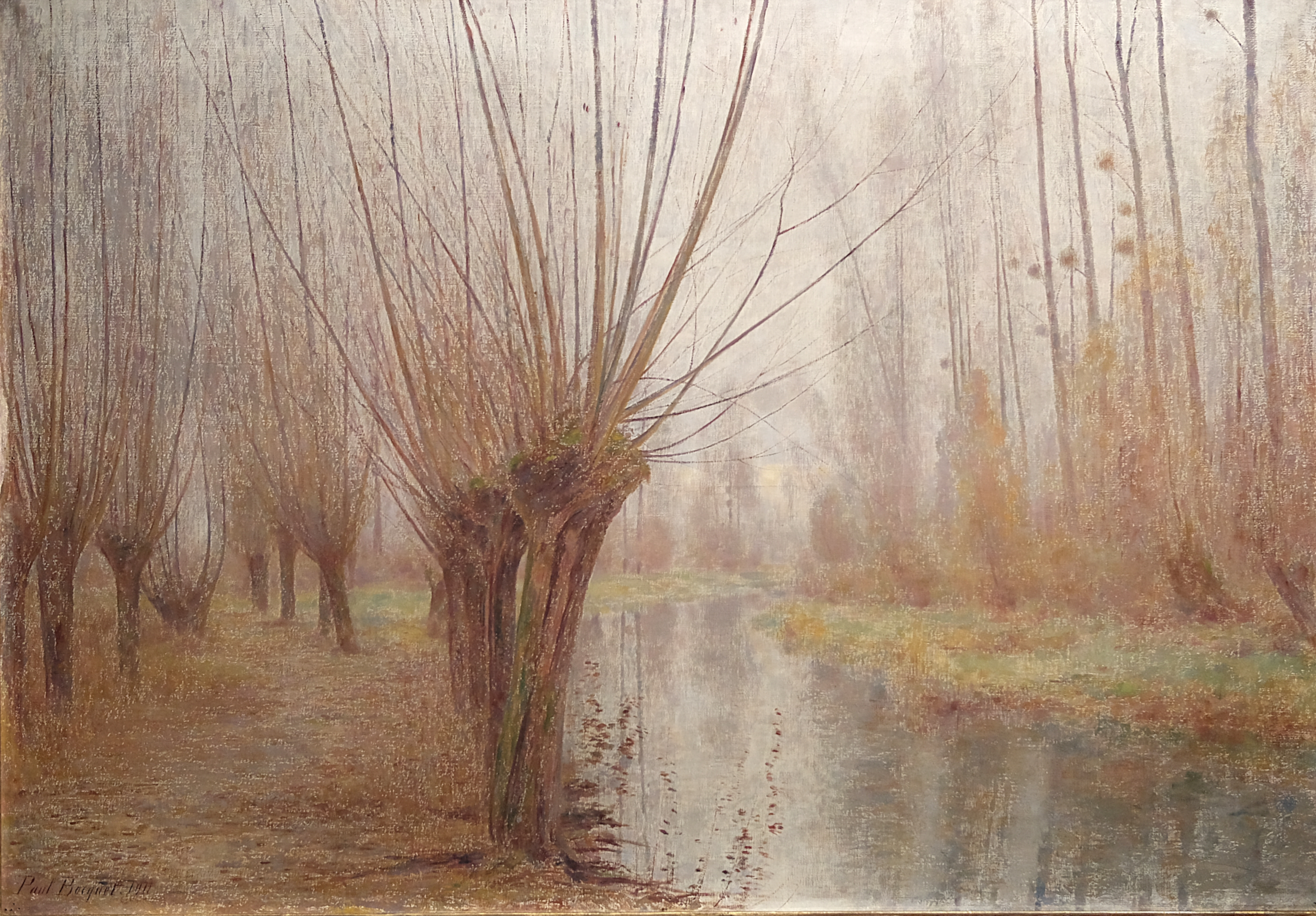
La Vesle en novembre à Jonchery-sur-Vesle de Paul Bocquet.
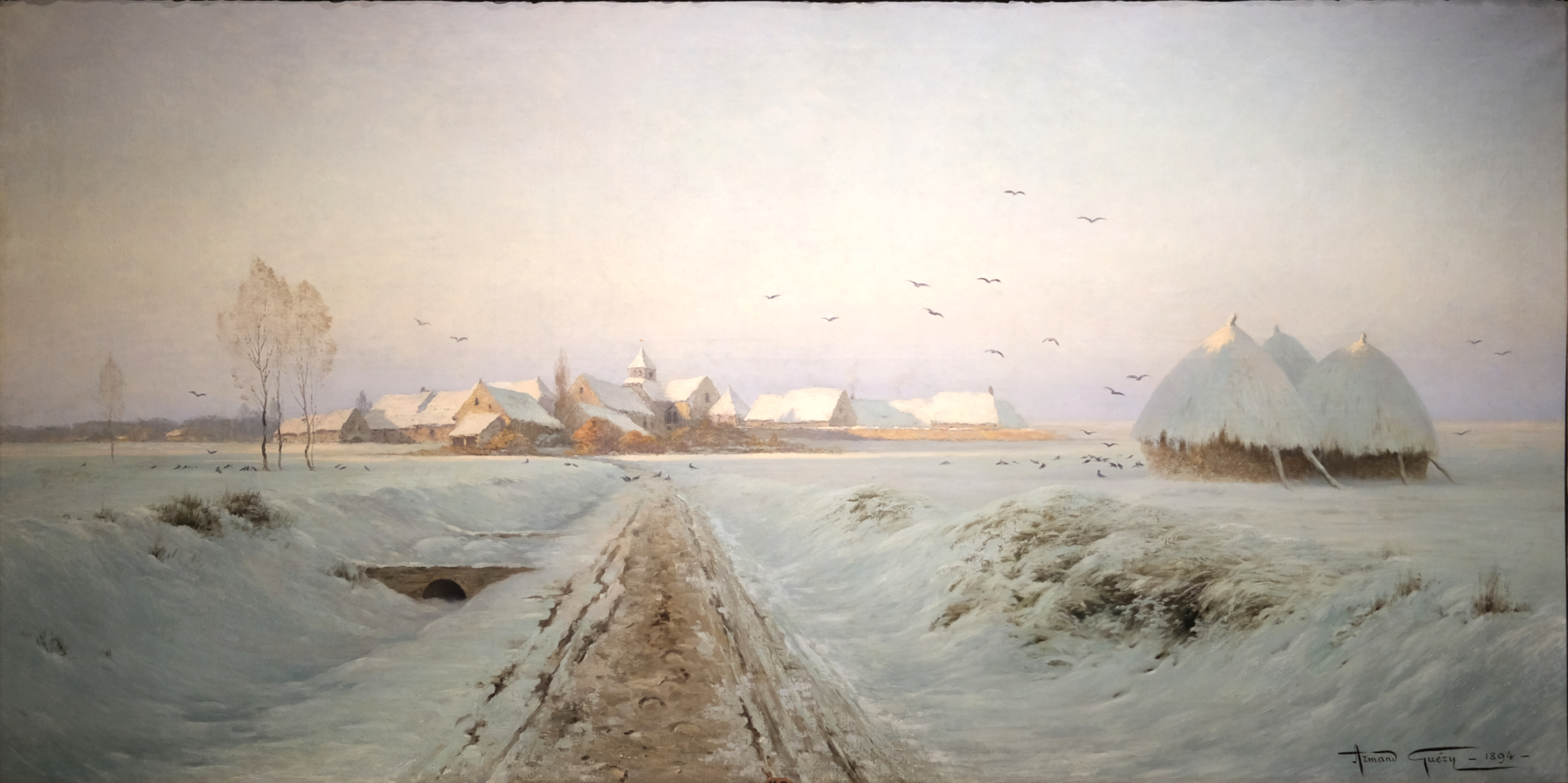
Soir d'hiver à Bertricourt d'Armand Guéry.
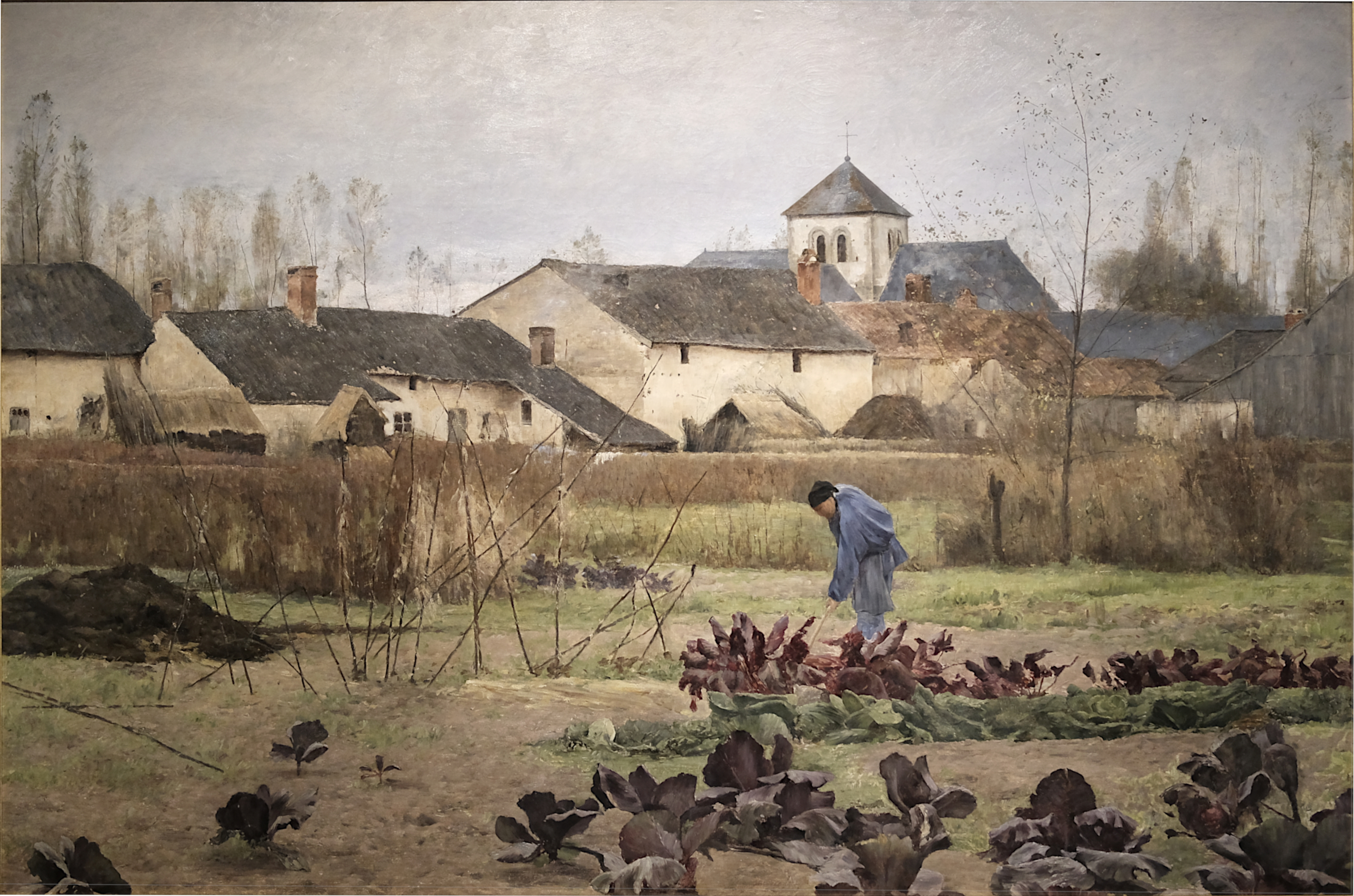
Jardinage d'autome d'Émile Barau.

## Abbaye Saint-Denis
Le musée est actuellement logé dans l'ancienne abbaye.

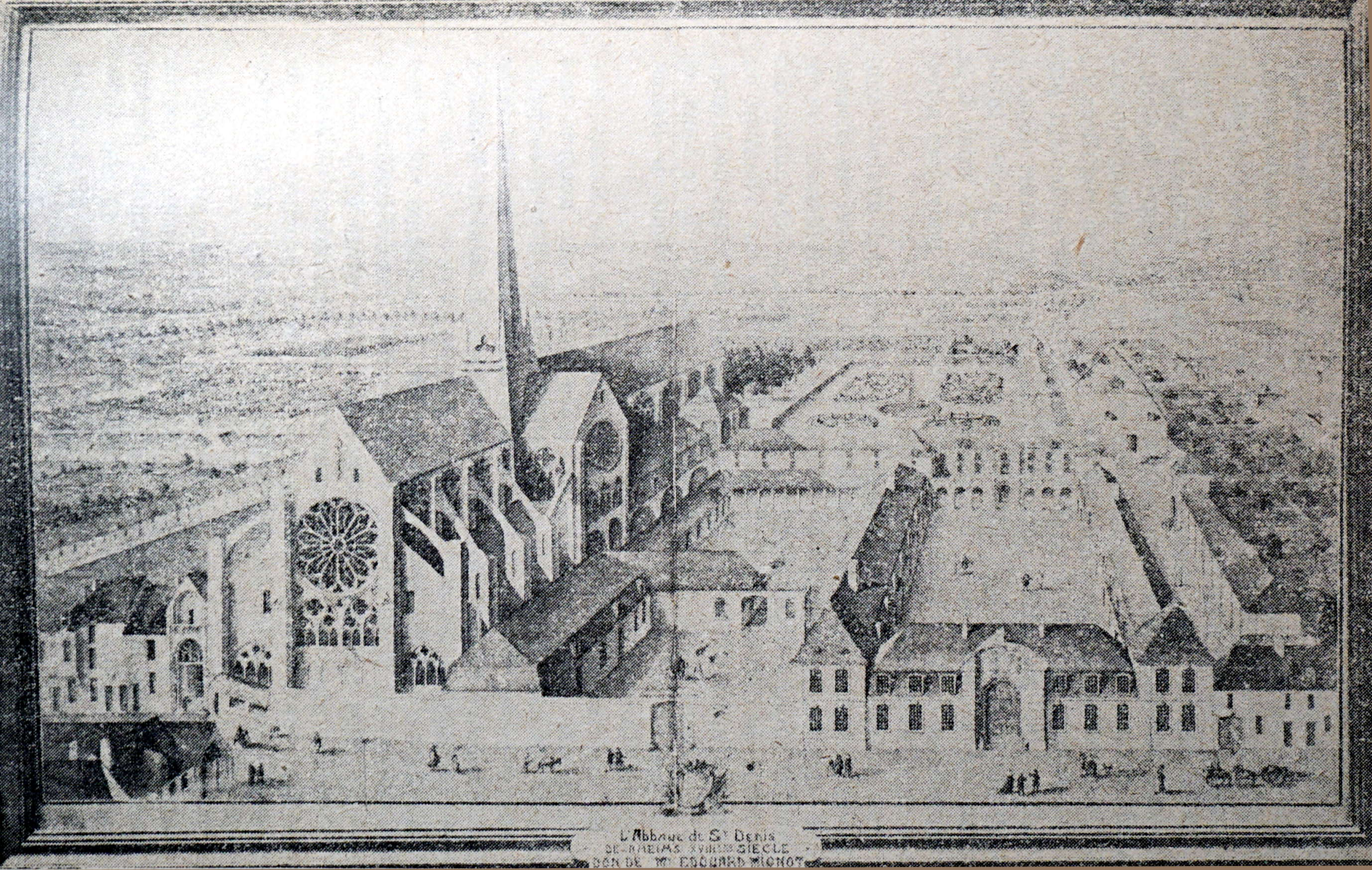
L'abbaye avec son église, actuellement la rue Libergier, l'entrée du musée sur la droite,
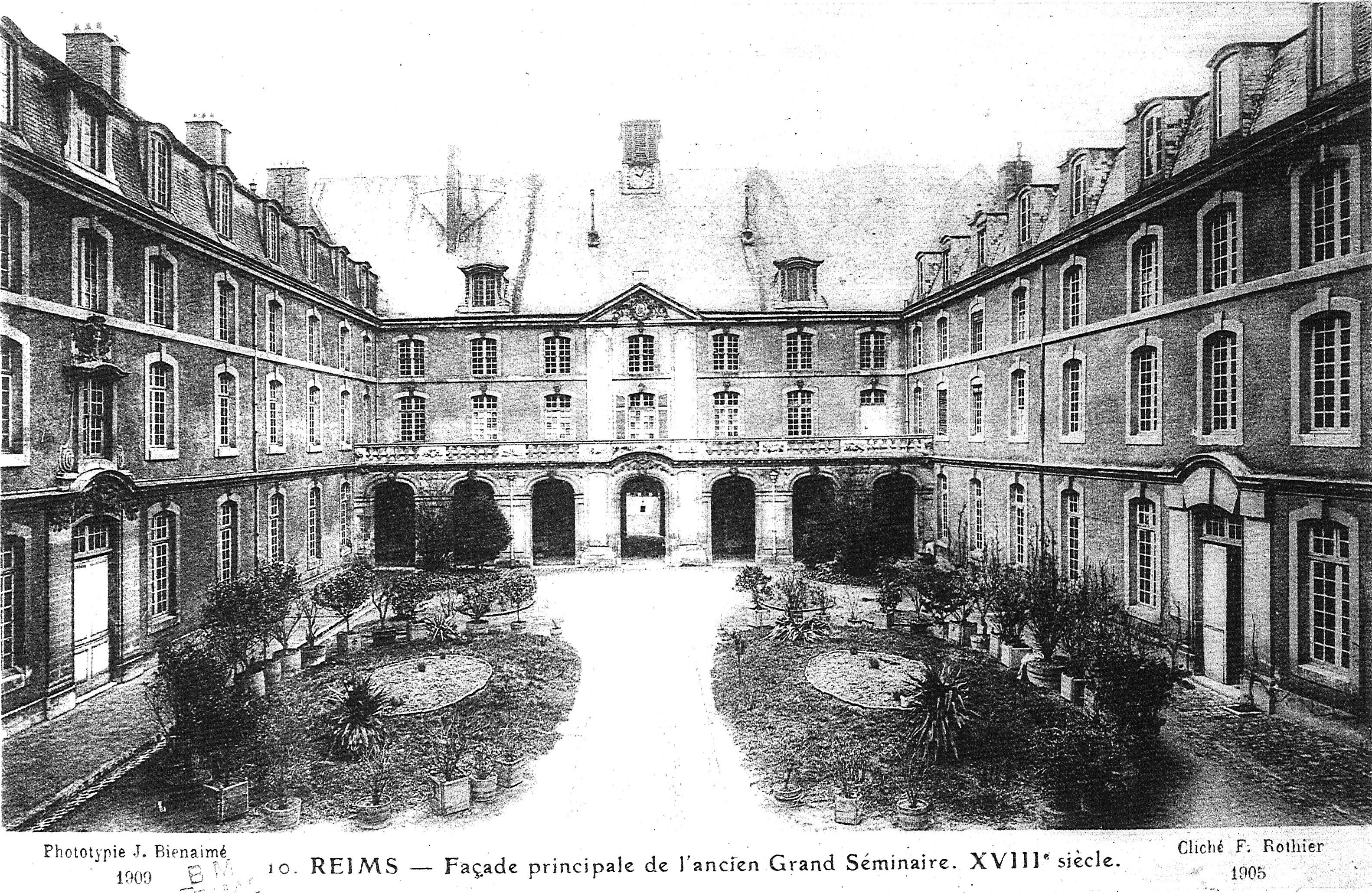
alors Grand séminaire, vue de la cour.
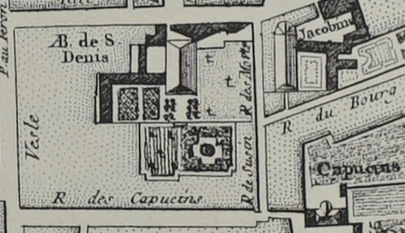
plan de 1775.

Certaines entités de l'ancienne abbaye Saint-Denis font l'objet d'une inscription aux monuments historiques. Le bâtiment d'entrée sur la rue est classé aux monuments historiques par décret du 19 juillet 1921. La façade au fond de la cour avec sa galerie et la toiture correspondante ainsi que l'escalier d'honneur sont inscrits par arrêté du 25 octobre 1971.

## Conservateurs - directeurs du musée
- 1794-1806 : Nicolas Bergeat[5],
- 1838-1846 : Louis Paris,
- 1846-1849 : Eugène Courmeaux,
- 1849-1853 : Étienne Maubeauge,
- 1853-1886 : Charles Loriquet,
- 1887-1895 : Eugène Courmeaux,
- 1895-1915 : Henri Jadart,
- 1914-1927 : Jean-Baptiste Langlet,
- 1927-1937 : Louis Mennecier,
- 1927-1943 : Paul Jamot,
- 1937-1947 : Eugène Dourcy,
- 1947-1949 : Régine Pernoud,
- 1949-1961 : Olga Popovitch,
- 1961-1989 : François Pomarède,
- 1991-1996 : Véronique Alemany-Dessaint,
- 1996-1999 : Catherine Delot
- 1999-2015 : David Liot[6],
- 2015-2023 : Catherine Delot[7],[8],
- 2024-        :  Marie-Hélène Montout-Richard.